# Monday Night Wars
Se conoce como Monday Night Wars (en español como Guerras de los lunes por la noche) al período de la lucha libre profesional televisada en Estados Unidos entre el 4 de septiembre de 1995 y el 26 de marzo de 2001. Durante este tiempo, Monday Night Raw, programa de la World Wrestling Federation (WWF, actual WWE) se enfrentó cara a cara con Monday Nitro, programa de la World Championship Wrestling (WCW) en una batalla por los índices de audiencia de Nielsen cada semana.
La guerra de índices de audiencia fue parte de una lucha general más amplia entre las dos compañías, originada en una animosidad personal entre el propietario de la WWF Vince McMahon y el entonces propietario de la WCW Ted Turner. La rivalidad entre las empresas se intensificó a lo largo de la década de 1990 para incluir el uso de tácticas agresivas y la deserción de empleados entre las dos compañías. La Extreme Championship Wrestling (ECW), aunque no hacía parte de la batalla de índices de audiencia, también participó como jugador terciario. A lo largo de las guerras, la WWF y la WCW adoptarían diferentes conceptos y técnicas narrativas innovadas por la ECW. Mientras tanto, ambas compañías establecerían asociaciones tanto formales como informales con la compañía, ya que los luchadores de la ECW aparecerían en los shows de la WWF y la WCW mientras aún estaban bajo contrato, o dejarían a la ECW trabajar para una de las otras dos federaciones.
Si bien la WCW fue la federación dominante durante gran parte de mediados de los 90, una variedad de factores se unieron para cambiar el rumbo a favor de la WWF a fines de la década, incluyendo un cambio radical de marca de su producto, pasando de ser apto para toda la familia a ser altamente sexualizado y violento, orientado a adolescentes mayores y adultos. La WCW finalmente tuvo dificultades financieras como resultado de la cantidad de dinero que les había prometido a los luchadores durante un frenesí de contrataciones a principios y mediados de la década, que tenía como objetivo adquirir grandes porciones de la lista de talentos de la WWF. Detrás de escena, los ejecutivos que habían anhelado ver que la WCW fuera removida de la organización Turner finalmente pudieron ver el resultado después de la fusión de Turner Broadcasting con Time Warner y su fusión con América en línea (AOL). Dado que Turner ya no tenía el control, los ejecutivos corporativos de la combinada AOL Time Warner venderían sus activos. A pesar de los esfuerzos por salvar la federación, finalmente fue vendida a Vince McMahon, terminando el conflicto.

## Visión general
La Guerra de los Lunes por la Noche surgió en gran parte de una rivalidad entre el propietario de la WWF Vince McMahon y el propietario de la WCW Ted Turner, que se remonta a un incidente ocurrido el 14 de julio de 1984 conocido como Black Saturday (Sábado Negro), cuando McMahon adquirió el monopolio de todas las transmisiones televisivas de lucha libre a nivel nacional al comprar una participación en la Georgia Championship Wrestling, cuyo programa principal se emitió en WTCG, la televisora de Turner. Disgustado con el manejo de programación de McMahon en su televisora, Turner presionó a McMahon para que vendiera su franja horaria a Jim Crockett Promotions, otra promoción de lucha libre, lo que fue realizado en mayo de 1985. A medida que la lucha comenzó a crecer en popularidad a principios de la década de 1990, las organizaciones, y como resultado, su programación, se convirtieron en un lugar a través del cual la disputa comercial podía continuar, y cada compañía trabajaba para sacar a la otra del negocio.
El conflicto comenzó el 4 de septiembre de 1995, cuando Monday Nitro fue estrenado. Con Nitro como su programa emblemático, la WCW dominó los índices de audiencia durante gran parte de mediados de los 90, ya que los recursos financieros de Ted Turner permitieron a la compañía adquirir los servicios de numerosos luchadores importantes de la WWF, como Hulk Hogan y Randy Savage. La compañía también atrajo la atención de los fanáticos ocasionales al filmar eventos en lugares turísticos populares como Disney's Hollywood Studios, y se acercó a los fanáticos de la lucha libre mexicanos y japoneses a través de su división de peso crucero, que contó con luchadores de diversos orígenes étnicos y raciales, presentando estilos de lucha libre populares en América Latina y Asia. Bajo los auspicios de Eric Bischoff, la WCW introdujo una nueva y compleja meta-historia que involucraba la deserción de múltiples luchadores hacia una organización rival llamada New World Order (nWo). El controvertido tratamiento de Bret Hart por parte de la WWE, en un incidente conocido como la Traición de Montreal (ocurrido el 9 de noviembre de 1997), precipitó inmediatamente la partida de Hart de la WWF a la WCW, molestando a un gran segmento de fanáticos de la WWF al mismo tiempo que la WCW empleó prácticamente a todas las estrellas establecidas de la lucha libre en competición.
A lo largo de la década de 1990, la WWF comenzó a aumentar su popularidad después de que se convirtió en un producto más sexual, violento y de temática adulta, un período en la historia de la compañía que ahora se conoce como la Era de la Actitud (Attitude Era). El cambio en la programación ayudó a la empresa a lograr un éxito similar al que tenía en los 80. Al mismo tiempo, muchos de los luchadores de la WWF se convirtieron en éxitos en otros campos del entretenimiento. Durante este período, The Rock se volvería muy popular y luego se embarcaría en una exitosa carrera como actor, mientras que Mick Foley publicó una autobiografía, considerada como un superventas por el New York Times. Stone Cold Steve Austin se convirtió rápidamente en la estrella más popular e importante de la compañía, y se presentaría en los medios de comunicación de todo el país y participó como invitado en diversos programas de televisión. Los perfiles mejorados de los luchadores de la WWF ayudaron a atraer la atención de los fanáticos de la lucha libre tanto nuevos como casuales a la programación de la compañía.
A fines de la década de 1990, los índices de audiencia de la WCW comenzaron a sufrir a medida que los fanáticos se cansaban de la historia de nWo, que muchos espectadores percibían como que se les había permitido continuar por mucho tiempo. Los fanáticos también respondieron negativamente a varios trucos destinados a revitalizar el interés en la WCW, incluida la introducción del actor David Arquette como el nuevo campeón de la compañía. La compañía pudo revitalizarse brevemente después de la presentación de Bill Goldberg, quien fue presentado como una fuerza imbatible que ganaba combates en cuestión de minutos o incluso segundos. Goldberg se convirtió rápidamente en estrella dentro de la organización y se convirtió en una estrella similar a los luchadores de la WWF, con apariciones en comerciales y videos musicales. Sin embargo, una controvertida decisión tras bambalinas de poner fin a la racha ganadora de Goldberg, seguida rápidamente por un combate anticlimático entre Kevin Nash y Hollywood Hogan, conocido como el Fingerpoke of Doom (traducible al español como Golpe de dedo de la perdición) y ocurrido el 4 de enero de 1999, acabó con la credibilidad de la compañía ante los ojos de muchos de sus fanáticos, y la compañía nunca pudo recrear el nivel inicial de popularidad que había disfrutado a mediados de la década.
Simultáneamente, la compañía experimentó problemas financieros debido a la cantidad de dinero que le había prometido a los luchadores en sus contratos durante un frenesí de contrataciones a principios de los años 90. En última instancia, la compañía no pudo sostenerse mientras le pagaba a los luchadores sus salarios contratados, y la WCW salió a la venta. Las guerras terminaron con la venta de los activos de la WCW por parte de su empresa matriz, AOL Time Warner, a la WWF, la cual ocurrió el 23 de marzo de 2001.

## Historia

### Antes de la guerra

#### 1980-1987: televisión por cable

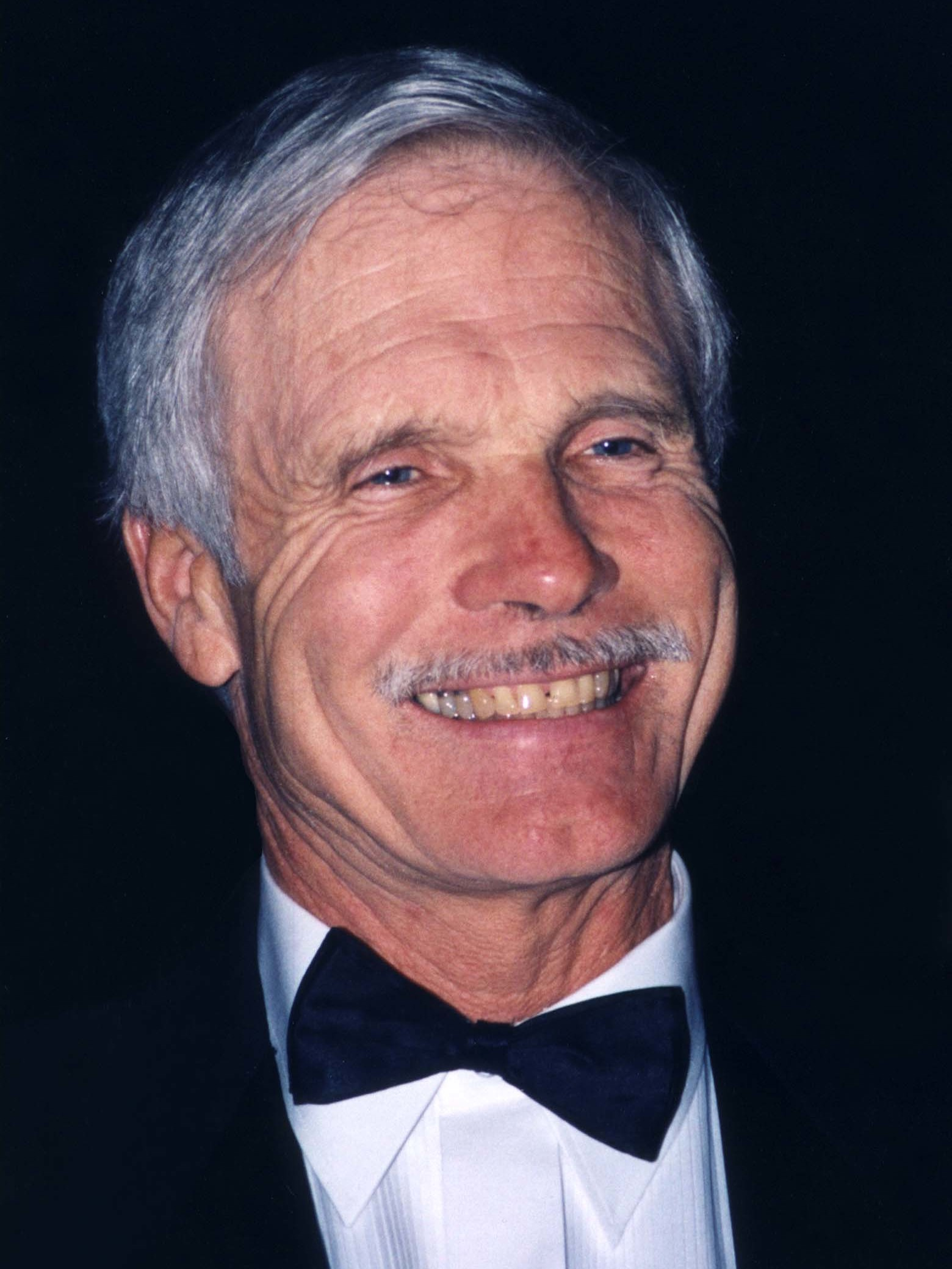
Ted Turner, propietario de WTBS SuperStation

La televisión había sido una parte importante de la presentación de la lucha libre profesional en los Estados Unidos durante décadas, pero después de la década de 1950 había sido relegada a las estaciones locales cuando las cadenas nacionales dejaron de transmitirla. Muchos programadores locales recurrieron a la lucha libre profesional como un medio para completar sus horarios, ya que era relativamente económico de producir pero atraía altos índices de audiencia. Esto reforzó la organización entonces aceptada de la lucha libre profesional, que consistía en un mosaico de promociones territoriales dirigidas y transmitidas a audiencias locales, sin una promoción nacional centralizada, aunque la mayoría de los territorios eran miembros de un organismo sancionador común de títulos de campeonato, la National Wrestling Alliance (NWA).
Como la televisión por cable surgió en la década de 1970, las estaciones locales a menudo se retransmitían a nuevos mercados como superestaciones. Cuando la estación de televisión de Atlanta WTCG (más tarde WTBS) se convirtió en una superestación a fines de la década de 1970, Georgia Championship Wrestling (GCW), un miembro de la NWA que se transmitía en la estación, alcanzó una audiencia nacional.
El programa de televisión de la compañía, presentado por Gordon Solie, fue grabado en uno de los estudios de WTBS en 1050 Techwood Drive, en el centro de Atlanta. Los programas se grabaron ante una pequeña audiencia en vivo en el estudio, al igual que la mayoría de los programas de televisión de lucha libre profesional de esa época. Presentaron combates de lucha libre, además de monólogos melodramáticos y confrontaciones entre personajes, similar a la programación ofrecida por otros territorios, incluido la WWF con sede en el Noreste de Estados Unidos. El programa de la GCW, que se transmitía los sábados por la noche, se complementó con una edición del domingo por la noche. Jim Barnett, Jack y Gerald Brisco tenían participaciones importantes en la organización, mientras que Ole Anderson era el booker principal y estaba a cargo de las operaciones. En 1982, para parecer de alcance menos regional, el programa de televisión pasó a llamarse "World Championship Wrestling", un nombre que Barnett había usado para promocionar programas en Australia en la década de 1970.
En 1983, la WWF inició su propio programa de cable llamado WWF All American Wrestling, que se transmitía los domingos por la mañana en USA Network. Más tarde ese año, la WWF debutó con un segundo programa de cable, también en EE. UU., llamado Tuesday Night Titans (TNT), una parodia del programa de entrevistas presentado por Vince McMahon (también propietario de la WWF) y Lord Alfred Hayes.
Mientras seguía funcionando de manera constante, Barnett y los Brisco vendieron todas sus acciones en la GCW (incluido el acuerdo de televisión) a Vince McMahon, y el 14 de julio de 1984 (también conocido como "Sábado Negro"), la WWF se hizo cargo del programa GCW. Con este movimiento, McMahon controló toda la lucha libre televisada a nivel nacional en los Estados Unidos. Sin embargo, el programa de la WWF en TBS fue un desastre de audiencia, ya que a los fanáticos de la GCW, que no les gustaban los personajes caricaturescos y las historias de la WWF, simplemente dejaron de verlo. Dos semanas después del Sábado Negro, TBS estrenó el programa de una promoción sucesora de la GCW creada por accionistas reticentes, Championship Wrestling from Georgia, aunque los sábados por la mañana temprano.
Además, a pesar de que originalmente prometió producir programación original para la franja horaria de TBS en Atlanta, McMahon optó por ofrecer solo un programa de clips para TBS, con aspectos destacados de otra programación de la WWF, así como luchas en house shows en el Madison Square Garden, Boston Garden y otros estadios importantes. Este formato finalmente sería la piedra angular del programa WWF Prime Time Wrestling (PTW). En mayo de 1985, McMahon vendió la franja horaria de TBS a otra empresa de lucha al sur de los Estados Unidos y afiliada a la NWA, Jim Crockett Promotions (JCP), bajo una fuerte presión del propietario de la estación Ted Turner, quien no estaba contento con las calificaciones decrecientes. Esto creó una rivalidad entre McMahon y Turner que continuaría durante 16 años.
Ese mismo año, 'PTW' reemplazó a 'TNT' en USA Network, que amplió a dos horas el formato del programa WTBS de la WWF. El formato de Prime Time más recordado contó con Bobby Heenan y Gorilla Monsoon presentando combates grabados y analizándolos después, con Monsoon tomando una posición neutral y Heenan animando desvergonzadamente a los rudos. La química entre Monsoon y Heenan hizo que este programa fuera popular entre los fanáticos durante muchos años a pesar de que no se consideró uno de los programas "principales" de la WWF durante la mayor parte de su historia, y muchos otros programas de lucha intentaron copiar esta fórmula, en diversos grados de éxito.

#### 1987–1993: Conflictos de programación yMonday Night Raw

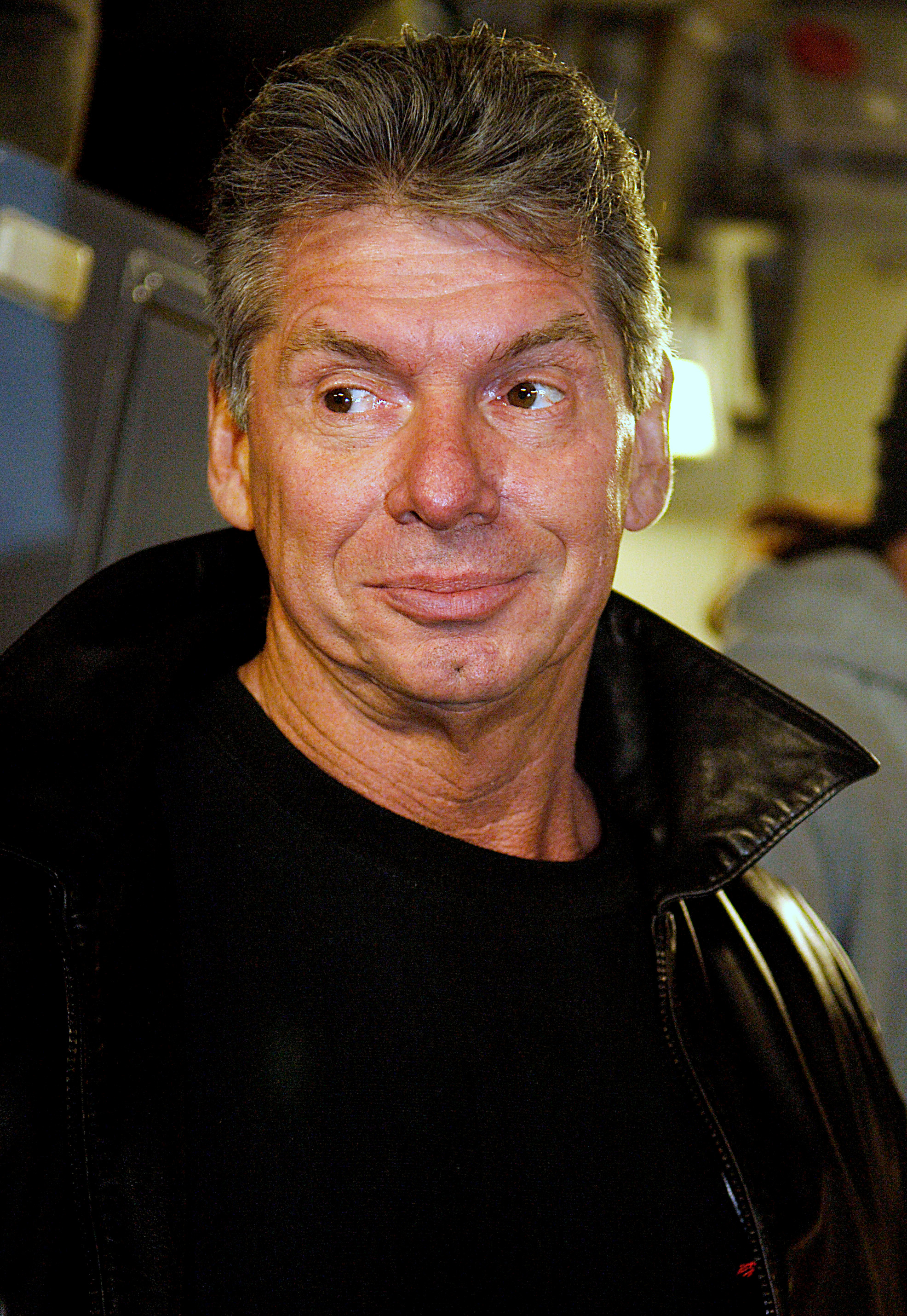
Vince McMahon, propietario de WWF

Durante un lapso de cinco meses entre noviembre de 1987 y marzo de 1988, estalló una amarga guerra de programación de eventos entre Vince McMahon y Jim Crockett, Jr., el propietario de JCP. A lo largo de la década de 1980, Crockett había comprado constantemente otras promociones afiliadas a la NWA en un intento de hacer de su organización un ente nacional similar a la WWF. Como resultado, el término "NWA" se convirtió prácticamente en sinónimo de JCP. En la noche de Acción de Gracias de 1987, la WWF de McMahon transmitió Survivor Series en un sistema de pay-per-view (PPV) contra Starrcade de la NWA, que Crockett comercializó como la respuesta de la NWA a WrestleMania. Sin embargo, muchas compañías de cable solo podían ofrecer un evento PPV en vivo a la vez. Luego, la WWF amenazó con que cualquier compañía de cable que decidiera no transmitir Survivor Series no transmitiría ningún evento PPV de la WWF sesenta días antes y veintiún días después del programa. Por lo tanto, el PPV de la WWF fue transmitido a 10-1 sobre Starrcade, ya que solo tres compañías de cable optaron por permanecer leales a su contrato con Crockett.
Después de este incidente, la industria de PPV advirtió a McMahon que no volviera a programar eventos de PPV simultáneamente con la NWA. Sin embargo, todavía no estaba dispuesto a cooperar completamente con Crockett. El 24 de enero de 1988, se produjo otro conflicto de programación entre la WWF y la NWA: la NWA presentó la Bunkhouse Stampede en PPV, mientras que la WWF transmitió el Royal Rumble gratis en USA Network. Más tarde ese año, con WrestleMania IV de la WWF a la vuelta de la esquina, Crockett decidió usar las propias tácticas de McMahon contra él, desarrollando su propio evento de calibre PPV y transmitiéndolo gratis en TBS frente a WrestleMania. El resultado fue Clash of the Champions I. El 27 de marzo de 1988, la misma noche que WrestleMania IV, se emitió el primer "Clash of the Champions". Este espectáculo convirtió a Sting en una estrella después de que luchó contra el Campeón mundial de peso pesado de la NWA Ric Flair en un empate de 45 minutos. La NWA repitió la práctica nuevamente al año siguiente, con un "Clash" coincidiendo con WrestleMania V de la WWF. Aunque el evento principal de "Clash" vio al campeón mundial de peso pesado de la NWA Ricky Steamboat derrotar a Flair en un combate al mejor de tres caídas que duró casi una hora, los índices de audiencia y la asistencia al evento cayeron muy por debajo expectativas en comparación con WrestleMania V. Así, la práctica de los grandes eventos conflictivos cesaría durante seis años.
Para 1988, la junta de adquisiciones de Crockett había agotado severamente sus arcas. Como resultado, se vio obligado a vender su empresa a Turner, a través de una subsidiaria llamada Universal Wrestling Corporation, que quería conservar las sólidas y constantes calificaciones de los programas de lucha libre de JCP. Turner nombró a la compañía World Championship Wrestling (WCW) en honor al programa de televisión insignia; permaneció afiliado a la NWA hasta 1993.
Cuando comenzó 1993, "Prime Time Wrestling" estaba luchando en los índices de audiencia y fue cancelada por USA Network. El programa que lo sucedió, "Monday Night Raw", cambió la forma en que se presentaría la lucha libre en la televisión por cable. La WWF decidió que debería usar su tiempo de cable como un escaparate para los combates originales y storylines que servirían como la principal preparación para las transmisiones de pago por evento trimestrales. El Raw original abrió nuevos caminos en la lucha libre profesional televisada. Tradicionalmente, los programas de lucha libre se grababan en escenarios de sonido con audiencias pequeñas o en grandes espectáculos de arena. La fórmula "Raw" era muy diferente a la de "Prime Time Wrestling": en lugar de combates grabados, con voces en off de estudio y conversaciones grabadas, "Raw" era un espectáculo filmado para una audiencia en vivo, con storylines desarrollándose tal como sucedieron. El primer episodio presentó a Sean Mooney informando desde las calles de Nueva York y entrevistas de Bobby Heenan, Yokozuna derrotando a Koko B. Ware, los Steiner Brothers derrotando a The Executioners; el Campeón Intercontinental de la WWF Shawn Michaels derrotando a Max Moon; y The Undertaker derrotando a Damien Demento. El programa también presentó una entrevista con Razor Ramon.
Raw se originó en The Grand Ballroom en el Manhattan Center, un teatro de la ciudad de Nueva York, y se transmitía en vivo cada semana. La combinación de un lugar íntimo y acción en vivo resultó ser un gran éxito. Sin embargo, el programa semanal en vivo se convirtió en una carga financiera para la WWF y la compañía comenzó a grabar programas; a veces se grababan programas de hasta un mes a la vez.

#### 1993–1994: Eric Bischoff es puesto a cargo de WCW

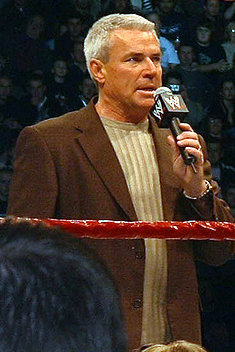
Eric Bischoff

En el mismo año del estreno de "Monday Night Raw", la WCW promovió al ex-comentarista y locutor/asociado de ventas de la American Wrestling Association (AWA) Eric Bischoff al puesto de vicepresidente ejecutivo. Durante el primer año de Bischoff en la cima de la WCW, los bookers Ole Anderson y Dusty Rhodes inventaron historias caricaturescas, increíbles y pobremente construidas que fueron mal recibidas por los fanáticos, como "Lost in Cleveland", una historia en la que Cactus Jack desarrolló amnesia y desapareció en Cleveland, Ohio; The White Castle of Fear (El Castilo Blanco del Terror), un combate entre Sting y Vader con el tema de película B destinado a promover SuperBrawl III; y películas cortas irónicas de fiestas en la playa utilizadas como videos promocionales para Beach Blast. El estilo de reserva de Anderson y Rhodes generalmente estaba en línea con la narrativa alegre y moralmente sencilla que había sido popular en la lucha libre de la década de 1980, pero que generalmente era vista con un creciente desdén por los fanáticos más jóvenes de la lucha libre.
En febrero de 1993, Ric Flair incondicional de la NWA desde hace mucho tiempo regresó a la WCW después de permanecer 18 meses en la WWF, pero como Flair estaba limitado por una cláusula de no competencia de su contrato con la WWF, la WCW le dio un segmento de programa de entrevistas en su show de televisión llamado A Flair for the Gold. En Slamboree 1993, la WCW reunió a los Four Horsemen con Flair, Arn Anderson y Paul Roma. Ole Anderson era parte del grupo como asesor, pero solo hizo una aparición en A Flair for the Gold. A Flair for Gold finalmente sería el anfitrión de uno de los incidentes más infames de la lucha libre de la década de 1990: en Clash of the Champions XXIV en vivo construyendo el pay-per-view de Fall Brawl, la WCW decidió presentar un "compañero misterioso" para los babyfaces, un hombre enmascarado conocido como The Shockmaster. Se suponía que el Shockmaster chocaría contra una pared falsa e intimidaría a los heels. Sin embargo, tropezó a través de la pared, cayendo en el programa en vivo y dejando caer su casco brevemente. Se hablaría del incidente durante los próximos años en la floreciente cultura de la lucha libre en Internet y, junto con el Gobbledy Gooker de la WWF, "Shockmaster" se convirtió en el lenguaje de lucha libre para una idea excepcionalmente mal ejecutada.
Ese mismo año, la WCW comenzó a grabar partidos con meses de anticipación para programación sindicada como WCW WorldWide en los Disney/MGM Studios, que se conocería como "grabaciones de Disney". Las grabaciones de Disney finalmente resultaron desastrosas para la reputación de la compañía, en gran parte debido a la subestimación de WCW de la creciente cultura de Internet: debido a que los eventos se grabaron con semanas y, a veces, con meses de anticipación, los fanáticos que asistieron tuvieron tiempo de difundir los resultados no solo a las revistas de lucha libre. sino también a través de Internet. Los asientos en los eventos también dependían parcialmente del uso de mercadería que promocionaba a diferentes luchadores y de que los miembros de la audiencia respondieran en el momento justo a eventos particulares dentro del ring. Esto fue considerado como una violación importante de kayfabe en ese momento y finalmente llevó a la salida de la WCW de la NWA en septiembre de 1993.
A finales de año, la WCW decidió volver a basar la promoción en Ric Flair. La decisión se tomó en gran medida por necesidad: la empresa tenía la intención de poner mucho énfasis en Sid Vicious, pero él estuvo involucrado en un legítimo altercado con su compañero luchador Arn Anderson mientras estaba de gira en Inglaterra. Una acalorada discusión entre los hombres se convirtió en un altercado físico, que culminó cuando se apuñalaron el uno al otro con un par de tijeras. Debido a que el ataque de Sid a Anderson fue más violento y debido a la estrecha relación de Arn Anderson con Ole Anderson, se tomó la decisión de despedir a Sid. La partida de Sid resultó en otro problema para la compañía: como estaba programado para derrotar a Big Van Vader por el Campeonato mundial de peso pesado de la WCW en Starrcade 1993, varias semanas Disney Tapings se había filmado con Sid como campeón, con la intención de no emitirlo hasta el año siguiente. La salida de Sid de la compañía significó que las horas de metraje de repente se volvieran inútiles.
En 1994, Bischoff adoptó una postura más agresiva en su calidad de vicepresidente. Declaró una guerra abierta a la WWF y reclutó agresivamente a exluchadores de alto perfil de la WWF como Hulk Hogan y Randy Savage, utilizando los fondos de Turner. Debido a sus altos perfiles, Hogan y Savage pudieron exigir, y obtener, varias concesiones que generalmente no se les permitían a los luchadores en ese momento. En particular, los hombres negociaron un control creativo total sobre sus personajes, además de contratos multianuales y multimillonarios en un momento en que muchos de los mejores luchadores solo recibían alrededor de $ 1 millón al año. Las concesiones de Bischoff a Hogan y Savage sentarían un precedente para el proceso de contratación de la WCW que resultaría problemático en años posteriores: a medida que Bischoff comenzó a buscar talentos rivales para trabajar con la WCW, los luchadores, conscientes de los acuerdos que se habían dado a Hogan y Savage, comenzaron a exigir contratos similares, lo que finalmente hizo que los salarios de los luchadores se disparen fuera de control. Simultáneamente con la llegada de Hogan a la WCW, él y Bischoff formaron una estrecha amistad en la vida real que le daría a Hogan cierto grado de influencia sobre las operaciones diarias de la empresa.
El primer gran evento pay-per-view de la WCW desde la contratación de Hogan, Bash at the Beach, vio a Hogan derrotar a Ric Flair por el Campeonato Mundial Peso Pesado de la WCW. La lucha fue una reelaboración de una pelea largamente provocada pero nunca realizada entre los dos hombres mientras aún trabajaban para la WWF: una lucha prevista para el evento principal entre ellos en WrestleMania VIII se cambió a Hogan vs. Sid y Flair vs. Savage, y la rivalidad nunca se realizó. El intento de Bischoff de ofrecer una "combinación de ensueño" nunca producida por la WWF dio sus frutos, y el PPV atrajo una tasa de compra desproporcionadamente alta para los estándares de la compañía.

#### 1994: Eastern Championship Wrestling se vuelve Extremo
La Extreme Championship Wrestling (ECW) tuvo sus orígenes en 1991 como Tri-State Wrestling Alliance, propiedad de Joel Goodhart. En 1992, Goodhart vendió su parte de la compañía a su socio, Tod Gordon, quien cambió el nombre de la promoción a Eastern Championship Wrestling. Cuando se fundó Eastern Championship Wrestling, era miembro de la NWA y "Hot Stuff" Eddie Gilbert era el booker principal. Después de una pelea con Gordon, Gilbert fue reemplazado en septiembre de 1993 por Paul Heyman (conocido en televisión como Paul E. Dangerously), que acababa de dejar la WCW y estaba buscando un nuevo desafío. En contraste con la lucha libre profesional de la época, que se comercializaba más hacia las familias, la Eastern Championship Wrestling estaba más dirigida a adultos y fanáticos que ansiaban un producto de lucha libre más atlético y violento. Su eventual sucesor, la Extreme Championship Wrestling, apuntó su producto a hombres de entre 18 y 35 años, rompiendo algunos tabú en la lucha libre profesional como el blading. Heyman vio a la ECW como el equivalente de lucha libre profesional al movimiento musical grunge de principios de la década de 1990 y se centró en llevar a la empresa en una nueva dirección.

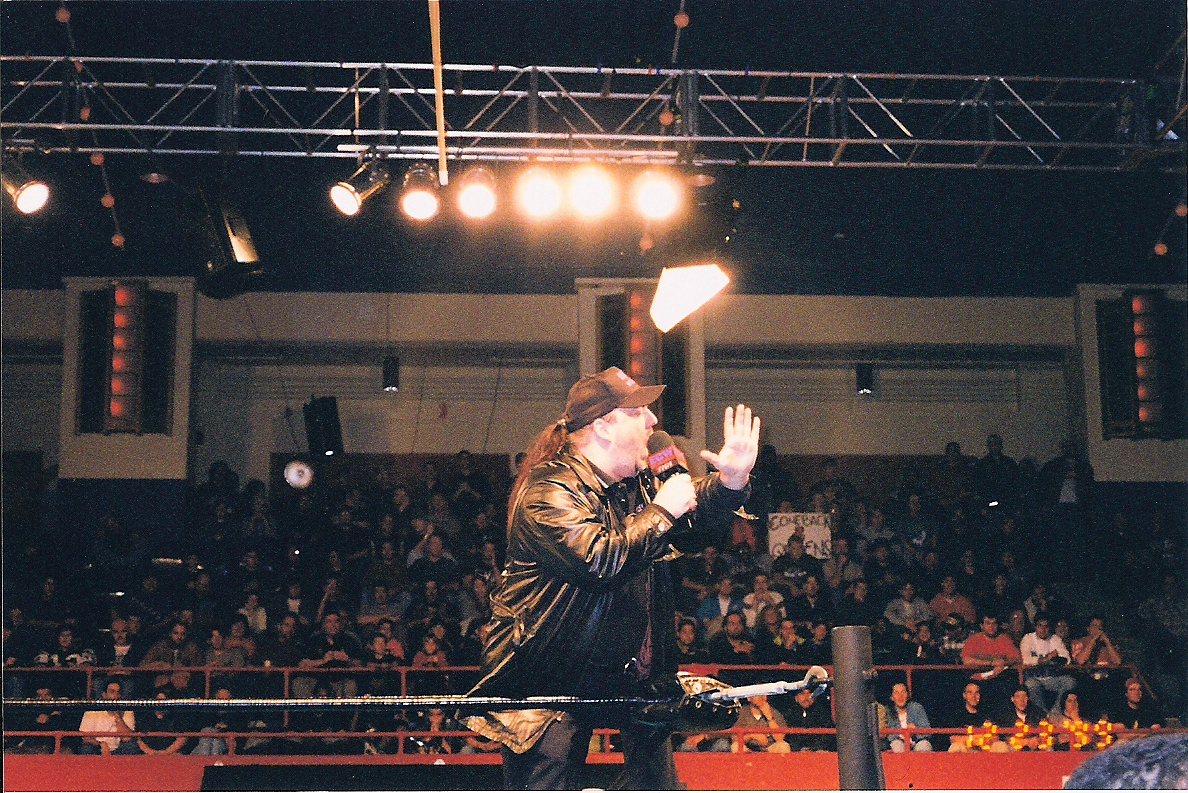
Paul Heyman se centró en llevar ECW en una nueva dirección

En 1994, el acuerdo de no competencia de Jim Crockett Jr. con Turner, a quien había vendido en 1988, expiró y decidió comenzar a promocionar con la NWA nuevamente. Crockett fue a ver a Gordon y le pidió que celebrara un torneo por el Campeonato mundial de peso pesado de la NWA, en la ciudad natal de la ECW, Filadelfia el 27 de agosto de 1994. El presidente de la NWA, Dennis Coralluzzo, alegó que Crockett y Gordon estaban intentando acaparar el título, y declaró que Crockett no tenía la aprobación de la junta de la NWA, lo que resultó en que Coralluzzo supervisara personalmente el torneo. Gordon se ofendió con Coralluzzo por sus juegos de poder y comenzó a contemplar un plan para separar ECW de la NWA de una manera controvertida y pública que atraería la atención sobre la ECW e insultaría a la organización de la NWA. Gordon y Heyman planearon que Shane Douglas, quien estaba programado para enfrentar a 2 Cold Scorpio en la final del torneo, ganara el Campeonato Mundial Peso Pesado de la NWA como un acto de desafío.
Heyman le presentó el plan a Douglas y señaló que lo único negativo sería que los tradicionalistas de la NWA los verían como traidores a la tradición. Además, hubo animosidad entre Douglas y Coralluzzo, quien criticó públicamente a Douglas y aconsejó a los bookers afiliados a la NWA que no lo programaran para los shows, ya que creía que Douglas era un "mal riesgo" y tenía la tendencia a no aparecer en los shows en los que tenía programado luchar. Douglas finalmente decidió seguir adelante con el plan de Gordon y Heyman, inspirado en el lema de su padre de "hacer lo correcto por las personas que hacen lo correcto por ti". Derribó el Campeonato Mundial Peso Pesado de la NWA, afirmando que no quería ser campeón de una "promoción muerta". Luego levantó el título de la Eastern Championship Wrestling y lo declaró como un campeonato mundial de peso pesado, calificándolo como el único título del mundo real que queda en la lucha libre profesional. Al recordar este hecho años después, Paul Heyman afirmó lo siguiente:

La National Wrestling Alliance era de la vieja escuela cuando la vieja escuela ya no estaba de moda. Queríamos dejar nuestra marca, queríamos separarnos del grupo, queríamos que el mundo supiera que no éramos solo una promoción independiente.

Con este evento, la Eastern Championship Wrestling se separó de la NWA y se convirtió en la Extreme Championship Wrestling. El estilo poco ortodoxo de la promoción renovada y las historias controvertidas la hicieron popular entre los fanáticos en el grupo demográfico masculino de 18 a 35 años. Mostró muchos estilos diferentes de lucha libre profesional, popularizando los combates de lucha violenta, así como los estilos de lucha libre mexicana y lucha japonesa. La ECW fue promovida como contracultura y una alternativa más valiente a organizaciones multimillonarias como la WWF y la WCW.

### Las Monday Night Wars

#### 1995–1996: El debut deMonday Nitro

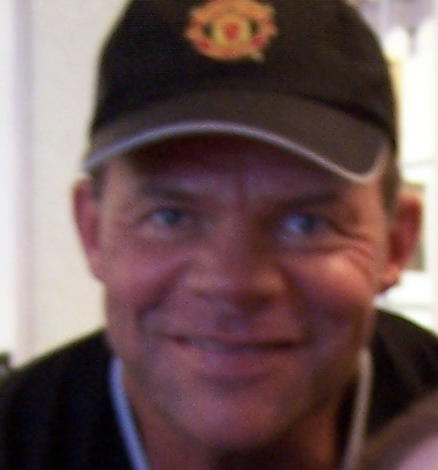
Lex Luger hizo su regreso a la WCW en el primer episodio de Nitro

Monday Nitro se estrenó el 4 de septiembre de 1995 como un programa semanal de una hora de duración. y Bischoff fue fundamental en el lanzamiento del programa. Durante su reunión de mediados de 1995, Turner le preguntó a Bischoff cómo la WCW podía competir con la WWF. Bischoff, sin esperar que Turner diera su visto bueno, dijo que la única forma sería un horario de máxima audiencia en una noche entre semana, posiblemente contra el programa insignia de la WWF Monday Night Raw. Sorprendentemente para Bischoff, Turner le concedió una hora en vivo en TNT todos los lunes por la noche, que coincidía específicamente con Raw. Este formato se expandió a dos horas en vivo en mayo de 1996 y luego a tres. El propio Bischoff fue inicialmente el anfitrión; manejó la segunda hora junto con Bobby Heenan y el exjugador de fútbol de la NFL Steve "Mongo" McMichael, con Tony Schiavone y Larry Zbyszko presentando el primero. Otros coanfitriones incluyeron a Mike Tenay (generalmente para combates que involucran pesos crucero o las estrellas internacionales), Scott Hudson y Mark Madden.
La transmisión inicial de Nitro también contó con el regreso de Lex Luger a la WCW. Luger había trabajado para la empresa desde 1987 hasta 1992, cuando aún estaba afiliada a la NWA, antes de unirse a la WWF al año siguiente. El golpe de WCW de obtener a Luger fue significativo por varias razones. Debido a que 'Nitro' estaba en vivo en ese momento, el estreno de estrellas importantes en el programa indicaría a los fanáticos la cantidad de emoción que contendrían las transmisiones. En segundo lugar, Luger acababa de salir de una carrera exitosa en la WWF y era una de las principales estrellas de la compañía. De hecho, había estado en línea para obtener el Campeonato de la WWF (había tenido varios combates por el título anteriores), y trabajó en un house show de la WWF la noche anterior. Dado que nadie más que Bischoff y el buen amigo de Luger, Sting, sabían que Luger regresaría a la WCW, el impacto que generó su aparición fue excelente. En tercer lugar, la deserción de Luger generó especulaciones entre los fanáticos sobre qué otras estrellas de renombre "saltarían del barco". En particular, a Luger le seguiría la ex Campeona Femenina de la WWF Alundra Blayze, quien apareció con el cinturón del Campeonato Femenino de la WWF en la edición del 18 de diciembre de 1995 de Nitro con su nombre de ring cambiado 
a Madusa e insultó a sus antiguos empleadores antes de tirar el cinturón a la basura.
Raw y Nitro intercambiaron victorias en las "Monday Night Wars" desde el principio, pero la WWE admitió que en diciembre de 1995 "WCW tenía la ventaja sobre la WWF en las históricas Monday Night Wars". Nitro comenzó a transmitir un segmento semanal titulado ¡Donde juegan los chicos grandes!, compuesto por material de archivo de combates con luchadores actuales de la WWF que habían comenzado sus carreras como jobbers en la WCW, lo cual terminó con el luchador de la WWF sufriendo una derrota humillante. Bischoff también recurrió a tácticas que  en estos tiempos podrían ser consideradas como bastante deshonestas cuando, aprovechando el factor de la televisión en vivo, comenzó a revelar los resultados de las luchas de 'Raw' en 'Nitro', ya que 'Raw' generalmente se grababa una semana antes de su emisión. Estos movimientos provocaron tácticas de represalia por parte de la WWF; en enero de 1996, Raw comenzó a transmitir parodias antes y después de las pausas comerciales tituladas Billionaire Ted's Wrasslin' Warroom, que representan parodias de Ted Turner ("Billionaire Ted") , Hulk Hogan ("The Huckster"), "Macho Man" Randy Savage ("The Nacho Man") y Gene Okerlund ("Scheme Gene"). Si bien el material que involucraba a Hogan y Savage generalmente se burlaba de su vejez, las parodias dirigidas a Turner eran decididamente de naturaleza más incendiaria y contenían material que podría haber sido considerado calumnia. Aunque, según los informes, el propio Turner encontró divertidos los segmentos, éstos dejaron de transmitirse en USA Network a pedido de la presidenta de la red, Kay Koplovitz. y terminaron definitivamente en un corto presentado antes de WrestleMania XII, que mató a todos los personajes.
WrestleMania XII también inició un breve punto de inflexión para la WWF, después del cual Raw superaría a Nitro durante dos meses consecutivos. El evento vio el regreso del favorito de los fanáticos de la década de 1980 "Rowdy" Roddy Piper, quien cambió a face para pelear contra Goldust. Otro favorito de los fanáticos de la década de 1980 que regresó esa noche fue The Ultimate Warrior, quien disfrutaría de un breve renacimiento en popularidad. El evento principal, un combate de hombre de hierro muy promocionado entre Shawn Michaels y Bret Hart, duró más de una hora.

#### 1996: El incidente delCurtain Call
En abril de 1996, dos de los mejores luchadores de la WWF, Kevin Nash (Diesel) y Scott Hall (Razor Ramon), firmaron contratos con WCW. Antes de su partida, los hombres habían sido parte de The Kliq, una afiliación muy unida de luchadores en la WWF cuya influencia entre bastidores les permitió ejercer una enorme cantidad de poder sobre la dirección de la compañía. El grupo, compuesto por Nash, Hall, Shawn Michaels, Hunter Hearst Helmsley (más tarde conocido como Triple H) y Sean Waltman (1-2-3 Kid), a menudo usaron su influencia para avanzar por sobre las carreras de los demás y, en algunos casos, dañaron o arruinaron las carreras de los luchadores que les disgustaban. Los relatos variaron en cuanto al motivo de la partida de Nash y Hall: mientras que los analistas de lucha libre especularon que se había permitido que sus contratos expiraran para romper la influencia de Kliq dentro de la empresa, la postura oficial de la WWF era que no podían igualar la oferta de contrato de WCW. El 19 de mayo de 1996, en su último combate de la WWF antes de irse a la WCW, Nash y Hall se vieron envueltos en un incidente muy publicitado en el Madison Square Garden denominado "The Curtain Call", en el que cuatro miembros de The Kliq (Nash , Hall, Michaels, Helmsley) rompieron con sus personajes en el ring después de su combate para despedirse de Nash y Hall (Waltman estaba en rehabilitación de drogas y no apareció en el evento). Michaels y Hall estaban interpretando personajes babyface, mientras que Nash y Helmsley estaban interpretando personajes rudos, y los cuatro abrazados vieron una ruptura explícita del kayfabe. Aunque el incidente no fue televisado, fue grabado por fanáticos que habían introducido cámaras y videocámaras de contrabando en el evento, y las fotos y los videos se difundieron ampliamente en Internet. El incidente marcó una de las primeras veces que los luchadores profesionales rompieron con sus personajes de manera tan flagrante frente a una audiencia, y obligó a la WWF y la WCW a comenzar a reconocer la creciente conciencia de los fanáticos sobre los acontecimientos detrás del escenario de sus respectivas compañías. The Curtain Call continuaría influyendo en el curso narrativo que tomaron ambas compañías al alentar a la WCW, y luego a la WWF, a difuminar las líneas de fantasía y realidad en la lucha libre, incorporando los nombres reales de los luchadores y detalles de sus vidas en las historias de sus personajes.

#### 1996–1997: la WCW y el nacimiento de The New World Order
En la edición del Memorial Day de 1996 en Nitro, Scott Hall interrumpió un combate y, aparentemente fuera de lugar, desafió a los luchadores de la WCW a una pelea contra él y sus compañeros no identificados. Aunque Hall ya era empleado de la WCW, la historia se aprovechó del conocimiento de los fanáticos sobre el incidente de The Curtain Call al insinuar que la salida de Hall de la WWF había sido una artimaña y que, de hecho, estaba organizando una "invasión" a la WCW en nombre de la WWF.
Dos semanas más tarde, un segundo desertor de la WWF, Kevin Nash (que había luchado como Diesel), apareció en Nitro. Hall y Nash fueron apodados como "The Outsiders", y aparecían inesperadamente durante las transmisiones de "Nitro", generalmente saltando a los luchadores detrás del escenario, distrayéndolos parándose en las entradas de las arenas o caminando. alrededor en la audiencia. Una semana después, anunciaron la próxima aparición de un misterioso tercer miembro de su grupo. En Bash at the Beach, Hall y Nash estaban programados para formar equipo con su socio misterioso contra Lex Luger, Randy Savage y Sting. Al comienzo del combate, Hall y Nash salieron sin un tercer hombre y le dijeron a Okerlund que estaba "en el edificio", pero que aún no lo necesitaban. Poco después de la pelea, un Stinger Splash resultó en que Luger fuera aplastado detrás de Nash y se lo llevaran en una camilla, convirtiendo la pelea en The Outsiders vs. Sting and Savage.
Hall y Nash tenían el control del combate cuando Hulk Hogan subió al ring. Después de pararse con ellos, atacó a Savage, mostrándose como el misterioso tercer hombre de los Outsiders y, por lo tanto, volviéndose rudo. En una entrevista posterior a la lucha, Hogan bautizó su alianza con Hall y Nash como el New World Order (nWo). Las declaraciones de Hogan, que rompieron con su anterior personaje face, inspiraron suficiente virulencia en la audiencia que comenzaron a arrojar residuos al ring: una botella de cerveza descarriada rompió la nariz de Okerlund y un fan saltó la barandilla de seguridad e intentó atacar a Hogan.
La noche siguiente en Nitro, la mayoría de las principales estrellas de la WCW dieron falsas entrevistas indignadas, expresando sus sentimientos de traición y decepción con las acciones de Hogan. La historia que siguió, en la que nWo emprendió una campaña de anarquía contra la WCW, desdibujó las líneas entre la realidad y el entretenimiento con guion, una presentación única que reconoció la creciente conciencia de los fanáticos sobre la política de lucha entre bastidores y kayfabe. La WCW y nWo continuaron creciendo en popularidad, y durante las siguientes 84 semanas consecutivas, "Nitro" superó a "Raw" en los índices de audiencia.
Al comienzo de la historia, la WWF presentó una demanda contra la WCW, alegando que la WCW estaba representando ilegalmente a la nWo como afiliado de la WWF y que la personalidad de Hall era demasiado cercana a su personaje de "Razor Ramon" (en sí mismo una parodia del personaje de Al Pacino  en Scarface), cuyos derechos retuvo la WWF. La WCW respondió que en junio, Hall y Nash habían declarado enfáticamente ante la cámara que ya no eran empleados de la WWF y que la personalidad actual de Hall era, de hecho, una reelaboración de su personaje anterior de la WCW, The Diamond Studd. La demanda se prolongó durante varios años, y culminó con el acuerdo de la WWF de retirar la demanda a cambio del derecho a ofertar por las propiedades de la WCW en caso de que llegaran a liquidarse.

#### 1996–1997: WWF se esfuerza

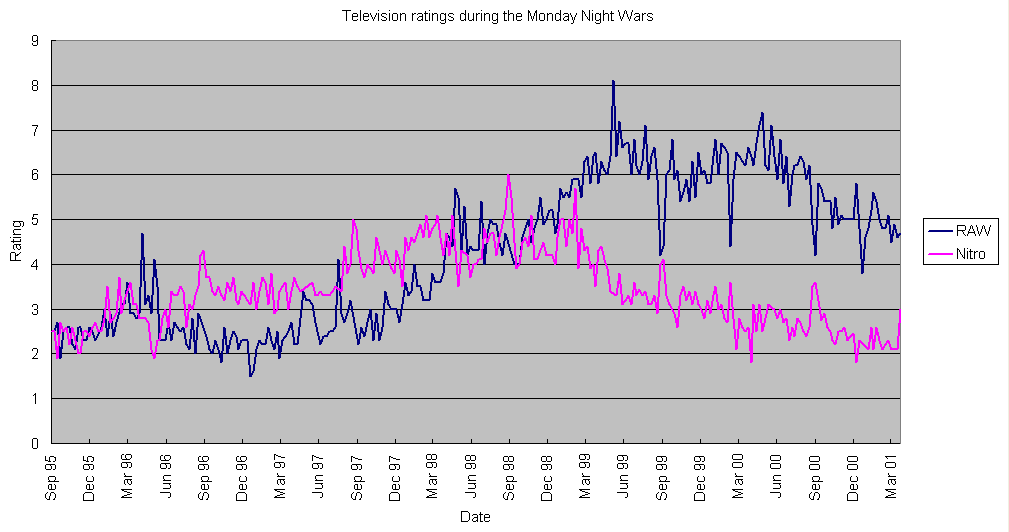
Una comparación de calificación de televisión para el período de las Monday Night Wars

Se consideraba que "Raw", y la WWF en general, estaban en un nadir creativo antes de que comenzara "Nitro". A principios de la década de 1990, WWF había continuado con la fórmula creativa que le había dado éxito a la compañía en la década de 1980: historias con enfrentamientos de face vs. heel, luchadores coloridos con gimmicks temáticos y ayuda de valets atractivas que, sin embargo, mantenían un nivel de sex appeal conforme a la clasificación de "PG-13". Aunque la fórmula había sido popular durante la era de "rock n 'Wrestling" impulsada por MTV de la década de 1980, los fanáticos en la década de 1990 comenzaron a gravitar hacia personajes moralmente más ambiguos, luchadores cuyas personalidades estaban más basadas en la realidad, y storylines que reconocieron su conocimiento de la política entre bastidores a través del uso de Internet. Con la introducción de la nWo, el episodio del 10 de junio de 1996 de "Raw" sería la última victoria de rating para la WWF en casi dos años.
En el episodio del 4 de noviembre de 1996 de Raw, la WWF transmitió una historia que involucraba a Stone Cold Steve Austin y Brian Pillman, dos antiguos amigos que se peleaban entre sí. En una serie de viñetas transmitidas desde la casa real de Pillman en Newport, Kentucky, Pillman, supuestamente debilitado tras un ataque de Austin, prometió protegerse a sí mismo y a su esposa con la ayuda de un grupo de amigos en caso de que Austin apareciera. Al final de la noche, la viñeta final mostraba a Austin irrumpiendo en la casa de Pillman, lo que provocó que Pillman apuntara con un arma a Austin, y la transmisión se "interrumpió" en el caos que siguió, con Vince McMahon (sirviendo como comentarista) afirmando que había sido informado de "un par de explosiones". Cuando se reanudó la transmisión, se mostró a Austin siendo arrastrado fuera de la casa de Pillman mientras Pillman gritaba: "¡Ese hijo de puta tiene por lo que vino! ¡Déjenlo ir! ¡Voy a matar a ese hijo de puta! ¡Salgan del maldito camino!", con ninguno de los insultos censurados.
El ángulo polarizó a los fanáticos y conmocionó a USA Network, que no estaba acostumbrado a transmitir un programa con improperios y el nivel de violencia presentado en las viñetas. Aunque la WWF (y el propio Pillman) se vieron obligados a disculparse para evitar la cancelación de "Raw" por incumplimiento de contrato, la discusión posterior sobre el incidente en la comunidad de fanáticos generó la mayor atención que la WWF había recibido desde el comienzo de las Monday Night Wars. Esto llevó al equipo creativo de WWF a comenzar a analizar la idea de historias y personajes más orientados a adultos e imitar los elementos de metaficción de la WCW. El 3 de febrero de 1997, Monday Night Raw cambió a un formato de dos horas. En un intento por romper el impulso de Nitro, WWF firmó un acuerdo de promoción cruzada con ECW. El comentarista de Raw Jerry Lawler insultó y "desafió" a ECW en el episodio del programa del 17 de febrero y, en las próximas semanas, varios luchadores de ECW aparecieron en Raw en una historia similar a la invasión de la nWo que se desarrollaba en WCW, con WWF persiguiendo a la ECW "renegada". El 10 de marzo de 1997, "Raw" pasó a llamarse oficialmente "Raw Is War" en referencia a la batalla de calificación en curso.

#### 1997: La Traición de Montreal

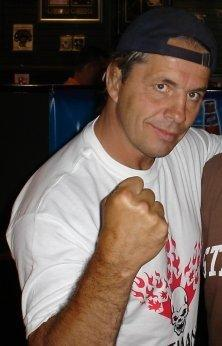
Bret "The Hitman" Hart dejó la WWF por la WCW en medio de la controversia

A lo largo de la década de 1990, Bret Hart había sido posiblemente el luchador más popular en el roster de la WWF desde que ganó el Campeonato de la WWF de manos de Ric Flair en 1992, y uno de los pocos artistas que permaneció firmemente leal a la compañía a través de sus numerosos cambios. Después de perder el título ante Shawn Michaels en WrestleMania XII, Hart se tomó un descanso de la WWF y regresó a fines de 1996 en Survivor Series poco después de firmar un contrato de 20 años con la WWF. A pesar de las dudas, Hart accedió a convertirse en heel en WrestleMania 13, convirtiéndose en un personaje antiamericano animando cada vez más a los luchadores heel, que luego se expandieron a más comentarios políticos antiestadounidenses. Aunque Hart empezó a tener una fuerte aversión en los Estados Unidos, esto no tuvo ningún efecto en su popularidad en Canadá o Europa occidental, donde siguió siendo un babyface. El cambio a heel de Hart en los EE. UU. después de WrestleMania 13 mientras seguía siendo face en Canadá y Europa occidental fue otro ejemplo de cómo abrir nuevos caminos. Desde el punto de vista de Hart y los fanáticos de la lucha libre canadienses/europeos, fueron los fanáticos de la lucha libre de EE. UU. los malos y cuya moral había cambiado para peor en comparación con años anteriores. La enemistad de Hart contra el agresivo, moralmente ambiguo pero patriótico Stone Cold Steve Austin, dominaría las historias de WWF durante la mayor parte de 1997. Durante el año, como parte del ángulo antiestadounidense de Hart y su enemistad con Austin, Hart se alió con su hermano Owen Hart, sus cuñados The British Bulldog y Jim "The Anvil" Neidhart, y con el cercano amigo de la familia Hart Brian Pillman, para formar la nueva Hart Foundation.
Cuando Vince McMahon le dijo el 22 de septiembre de 1997 que la situación financiera actual de WWF impedía que la compañía cumpliera con su contrato de 20 años, Hart firmó un contrato con WCW en octubre de 1997. En ese momento, Hart era el Campeón de la WWF y quería separarse amistosamente de la WWF y había accedido a dejar vacante el título luego de un discurso de despedida en la transmisión del 10 de noviembre de 1997 de Raw Is War en Ottawa, Ontario, Canadá, que tendría lugar un día después de la Survivor Series en Montreal. Aunque McMahon estuvo de acuerdo con el arreglo, luego decidió incumplir el trato y hacer que Hart, sin saberlo, perdiera el título en Survivor Series, ante su rival en la vida real, Shawn Michaels. El incidente, que tuvo lugar en el país de origen de Hart, Canadá, se conoció como la Traición de Montreal.
El incidente desmoralizó severamente al roster de WWF, sacudiendo la fe de los luchadores en McMahon y resultando en una casi huelga a la noche siguiente, con Mick Foley (Mankind) negándose a trabajar por un día. Los dos cuñados de Bret Hart, The British Bulldog y Jim Neidhart se fueron con Hart a WCW, aunque Neidhart hizo una aparición más en Raw Is War como quid pro quo antes de irse, donde Neidhart fue derrotado por D-Generation X. El mismo Hart (quien golpeó a McMahon en el vestuario después del combate en Montreal) evitó una huelga masiva al pedir a sus excompañeros de trabajo que no arriesgaran sus carreras por él. El hermano de Bret, Owen, también intentó abandonar la WWF, citando una lesión en la rodilla, pero no pudo salir de su contrato. Owen Hart permaneció con la WWF hasta su controvertida muerte en Over the Edge (1999) el 23 de mayo de 1999.
Rick Rude, un luchador que había sido popular entre los fanáticos y sus compañeros luchadores durante las décadas de 1980 y 1990, que recientemente había regresado a la WWF y fue uno de los miembros fundadores en pantalla de D-Generation X, dejó la WWF una semana después de la Traición de Montreal, y siguió a Hart a la WCW. Como la WWF le pagaba a Rude por aparición, ningún contrato existente le impedía dejar la WWF sin previo aviso. Rude apareció tanto en Raw Is War de WWF como en Monday Nitro de WCW el 17 de noviembre de 1997. Rude con bigote apareció en Nitro , que fue en vivo, y procedió a criticar a Vince McMahon, Shawn Michaels, DX y WWF, llamando a WWF el "Titanic", por ser un "barco que se hunde". Una hora más tarde en Raw Is War (que había sido grabado seis días antes), Rude apareció con la barba completa que había estado luciendo durante sus últimas semanas en la WWF, convirtiendo a Rude en el único intérprete para aparecer tanto en Nitro como en Raw en la misma noche hasta la última noche de las guerras de audiencia. Además de esto, Rude también apareció en Hardcore TV de ECW durante ese fin de semana (del 14 al 16 de noviembre, ya que el programa se distribuyó de manera diferente según el mercado). Rude hizo muchas apariciones con ECW durante 1997, incluso durante el período en que estuvo en WWF como parte de DX, ya que WWF y ECW a menudo cooperaron en términos de talento.
La salida de Bret Hart de la WWF finalmente cambiaría el rumbo de las "Monday Night Wars". Con Hart ahora en el roster de WCW, Nitro presumía de los nombres más conocidos de la lucha libre; WCW también había estado destacando nuevos talentos, con estrellas prometedoras como Chris Jericho, Eddie Guerrero y Rey Mysterio, Jr. formando la nueva división de peso crucero. Como muchos de los pesos crucero incorporaron elementos de lucha libre mexicana en sus actuaciones, la división también ayudó a WCW a aprovechar la popularidad de la lucha libre entre los fanes hispanos, latinoamericanos y asiáticos. Como pocos artistas de WWF en ese momento utilizaban el tipo de técnicas aéreas que se encuentran en la lucha libre, la división de peso crucero y las actuaciones acrobáticas de sus luchadores ayudaron no solo a atraer nuevos espectadores a WCW, sino también a ayudó a la organización a llegar a los fanáticos que estaban acostumbrados a ver tales hazañas en las actuaciones de lucha libre en sus países de origen.
El pay-per-view Starrcade de WCW en Washington D. C. atrajo la tasa de compra más alta de WCW hasta esa fecha, incluido el muy anticipado evento principal de Hollywood Hogan vs. Sting, un combate que los fanáticos habían estado esperando ver desde que Sting apareció por primera vez como líder de una facción anti-nWo un año antes. Sin embargo, el final anticlimático del encuentro resultó impopular: Bret Hart hizo su debut en la WCW acusando al árbitro de corrupción, declarándose árbitro y luego otorgando el cinturón a Sting, solo para que se lo quitaran momentos después por un tecnicismo. Como muchos fanáticos esperaban una victoria decisiva de una facción sobre la otra, la intrincada secuencia de eventos se vio como una forma de extender artificialmente la historia sin permitir que llegara a una conclusión orgánica, comenzando una fuerte caída en la popularidad del ángulo nWo entre los fanáticos.

#### 1997–1999: Attitude Era

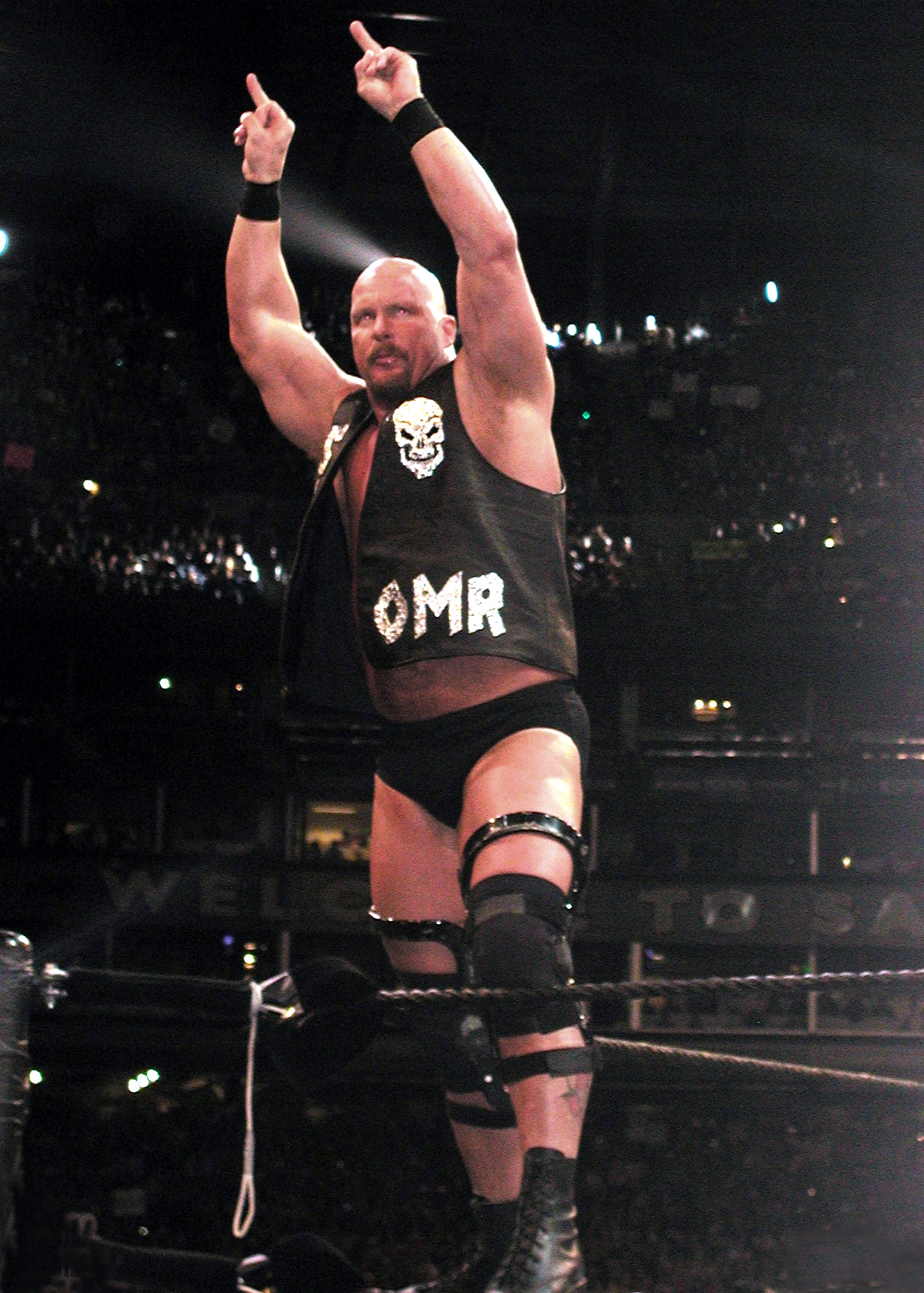
Stone Cold Steve Austin se convirtió en una estrella emergente de WWF en la década de 1990

A lo largo de 1997, "Raw Is War" comenzó a volverse cada vez más controvertido y, a pesar de que la compañía no obtuvo ninguna victoria en los índices de audiencia, la WWF comenzó a recibir gradualmente más elogios. Los elementos de la trama incluyeron grafitis racistas dirigidos a The Nation of Domination (un stable basado libremente en la Nación del Islam), beber cerveza frente a la cámara de Stone Cold Steve Austin y enfatizar la sexualidad de lvalets como Sunny, Sable y Marlena. Estas mujeres comenzaron a aparecer en cámara con ropa cada vez más reveladora y con trajes de baño y lencería en la revista "Raw" de WWF, una lad mag diseñada como una alternativa a la revista "WWF Magazine", ideal para familias y un competidor de la revista WCW, igualmente familiar. Aunque estos elementos ayudaron a obtener la WWF más atención de la que había disfrutado a raíz de la historia de nWo, la lesión de Steve Austin en el pay-per-view SummerSlam, que lo dejó fuera de acción durante tres meses, resultó ser un duro golpe para la popularidad de Raw Is War.
A pesar de perder ante "Nitro" semana tras semana, "Raw Is War" repuntó en los índices de audiencia cuando presentó su nuevo concepto "WWF Attitude", en el que la dinámica familiar y bien definida de face vs. heel de la década de 1980 hasta mediados de la de 1990 se descartó en favor de luchadores moralmente ambiguos e historias orientadas a adultos, a menudo muy sexualizadas. El concepto fue encabezado por McMahon junto con el escritor principal de WWF Vince Russo, quien cambió la forma en que se escribió y construyó la televisión de lucha libre. El estilo booker de Russo a menudo se denominaba "Crash TV": los combates se acortaban en favor de viñetas entre bastidores que construyen la historia, con énfasis en el factor de impacto . Al igual que la historia de nWo de WCW, la WWF comenzó a desdibujar la línea entre la vida real y el kayfabe: Vince McMahon, aprovechando la aversión genuina de los fanáticos por él después de la Traición de Montreal, se reformuló como el malvado Mr. McMahon, un hombre de negocios corrupto que despreciaba a sus propios fanes y valoraba la adulación por encima del talento. Esta presentación imitó la atmósfera de "Cualquier cosa puede pasar" de "Nitro" y reconoció el creciente fenómeno de los "smarks", fanáticos de la lucha libre que usaron Internet para obtener una amplia base de conocimientos sobre el funcionamiento de la industria en la vida real. En febrero de 1998, el magnate de los medios Barry Diller también finalizaría su compra de USA Network. El libro de Shaun Assael y Mike Mooneyham Sex, Lies Headlocks: The Real Story of Vince McMahon and World Wrestling Entertainment declaró que "el terreno cambió completamente bajo los pies de todos" luego de la compra de USA Network por parte de Diller, que comenzó en octubre de 1997. También se reconoció que la compra de USA Network por parte de Diller le dio a la amable ejecutiva de USA Network Bonnie Hammer más voz sobre el estado de WWF en la cadena televisiva y que el anterior director general de USA Network Kay Koplovitz, quien renunció a la empresa después de que Diller asumiera sus cargos de presidente y director ejecutivo el 9 de abril de 1998, de hecho, estaba planeando eliminar la programación de WWF de USA Network antes de la compra. El 13 de abril de 1998, Raw derrotó a Nitro en los índices de audiencia por primera vez desde 1996.
Stone Cold Steve Austin comenzaría a volverse extremadamente popular entre los fanáticos de la WWF durante 1997 y, a menudo, recibiría la mejor respuesta de los fanáticos de la noche; a pesar de interpretar a un personaje malvado, muchos fanáticos comenzarían a verlo más como un antihéroe. Durante este tiempo, las personalidades de muchos luchadores fueron remodeladas, y los luchadores que habían ido creciendo en popularidad recibieron un push, a menudo con alteraciones oscuras o moralmente ambiguas en sus personajes: The Rock, que había fracasado como un personaje babyface llamado Rocky Maivia, un joven atleta ingenuo que intentaba estar a la altura de los legados atléticos de su abuelo y padre, era reformulado como un atleta arrogante que soltaba frases memorables. Shawn Michaels, Triple H y Chyna formaron D-Generation X (DX), un stable de luchadores con temática de chicos de la fraternidad que rompen las reglas y que mezclan sus viñetas con insinuaciones sexuales y gestos lascivos. Aunque una lesión haría que Michaels se tomara una pausa de cuatro años de la lucha libre, la popularidad del grupo se disparó bajo el liderazgo de Triple H, quien agregó a los New Age Outlaws y Sean Waltman a las filas del grupo. Waltman, que era miembro de la nWo, había dejado recientemente la WCW después de luchar allí durante un año y medio como Syxx (después de haber sido despedido mientras se recuperaba de una lesión), y regresó a la WWF como X-Pac. The Undertaker, entonces uno de los luchadores con más años de servicio en la compañía, cambió su gimmick por primera vez en su carrera con la compañía durante la Attitude Era: habiendo actuado de 1990 a 1998 como un renacido, su personaje primero se cambió a un líder de culto pseudo-satánico en 1999, luego a un personaje de motociclista "malo" en 2000. Uno de los pocos luchadores en cambiar su gimmick a uno más ligero, comprensivo y face más tradicional era Mick Foley, que había estado luchando como el psicótico rudo Mankind. Durante varias semanas, Foley se involucró en una serie de entrevistas fotográficas fuera de su personaje que documentaron su carrera, el costo que había tenido en su cuerpo y su matrimonio, y sus ambiciones juveniles de ser un luchador popular con una personalidad hippie llamado Dude Love. Las entrevistas resultaron inmensamente exitosas entre los fanáticos y la popularidad de Foley se disparó. Foley comenzó a alternar personajes, apareciendo de diversas formas como Mankind (cuyo personaje fue modificado de un recluso de manicomio a ser esencialmente Foley con una máscara), Dude Love y su antiguo personaje de Cactus Jack, un viejo forajido del oeste. La publicación de la primera de lo que resultó ser una autobiografía de Foley en tres volúmenes, Have a Nice Day: A Tale of Blood and Sweatsocks, ayudó a Foley y a la compañía a alcanzar el éxito general fuera de los círculos de lucha como el libro alcanzó el puesto número 1 en la Lista de los más vendidos del New York Times.
La noche después del muy elogiado WrestleMania XIV, McMahon comenzó una pelea con el favorito de los fanáticos Stone Cold Steve Austin. La rivalidad, que se presentó como una batalla entre el cuello azul campesino Austin y el cuello blanco ejecutivo McMahon, se convirtió en una de las tramas definitorias de la Attitude Era, ya que cada uno se involucraba en actos cada vez mayores de sabotaje y violencia contra el otro. La popularidad de Austin se dispararía aún más entre los fanáticos de la compañía durante este tiempo. El 13 de abril de 1998, un evento principal anunciado entre Austin y McMahon fue suficiente para que "Raw Is War" finalmente venciera a "Nitro" en los índices de audiencia por primera vez en casi dos años. Dos semanas más tarde, la WWF se burló de la disminución de los índices de audiencia de la WCW al enviar miembros de DX a Norfolk Scope en Norfolk, Virginia en un intento de colapsar una grabación en vivo de Nitro. WWF estaba grabando Raw Is War en el cercano Hampton Coliseum en Hampton, Virginia. Más temprano en ese día, Triple H y otros luchadores aparecieron fuera de la arena con uniformes militares, desafiando a Eric Bischoff a salir y enfrentarlos. El evento fue grabado en video por un equipo de cámara de WWF para su inclusión en Raw. Los índices de audiencia de Raw Is War comenzaron a aumentar constantemente, lo que llevó a la "Attitude Era" a su punto más alto.

#### Finales de 1998–1999: WCW comienza a repuntar

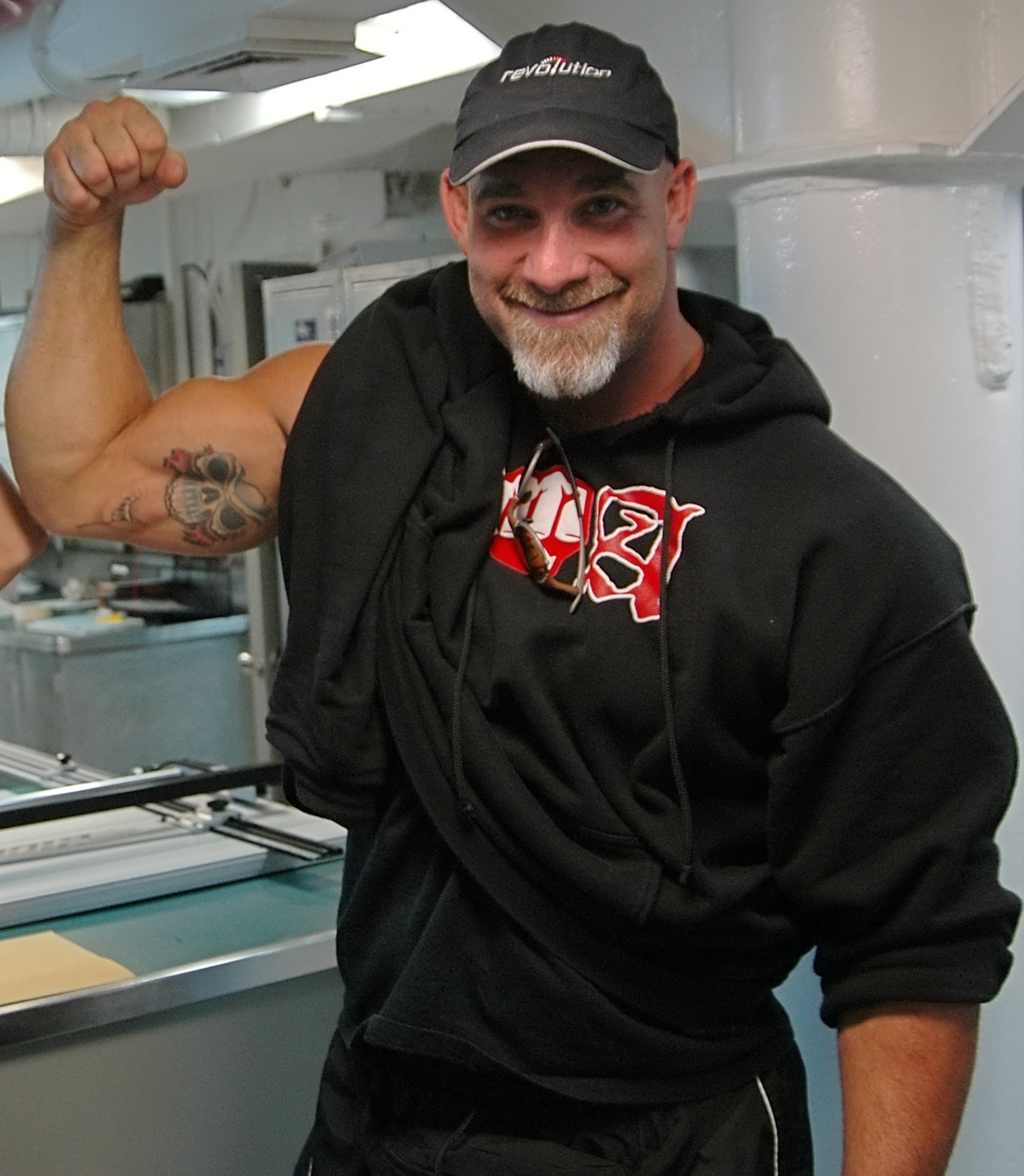
La racha ganadora de Bill Goldberg ayudó a los índices de audiencia de WCW durante 1998

A inicios de 1998, Ted Turner tuvo la idea de expandir la duración de WCW Monday Nitro a tres horas de duración. Un movimiento poco inteligente ya que la programación que hasta un año antes ofrecía competencia se estaba sobrecargando lo que generaba menores índices de audiencia, además de provocar desinterés por parte de los fanáticos. 
Con la esperanza de contrarrestar el éxito del storyline de la enemistad McMahon / Austin, WCW dividió la nWo en la facción heel "nWo Hollywood" liderada por Hollywood Hogan y la facción face "nWo Wolfpac" liderada por Kevin Nash. Aunque Wolfpack demostró ser popular entre los fanáticos, la historia general de nWo comenzó a volverse obsoleta: al igual que con la culminación del combate Sting / Hogan de Starrcade '97, los fanáticos se cansaron de la falta de cualquier tipo de resolución y que la rivalidad no condujera a ningún desenlace, ya que muchos encuentros entre los grupos simplemente terminaron en descalificaciones cuando otros miembros saltaron al ring para interferir, lo que provocó peleas sin cuartel. Ted Turner decidió expandir la marca presentando un segundo programa semanal WCW Thunder, en su canal TBS. La introducción de "Thunder" preocupó a Eric Bischoff, quien advirtió a Turner que un segundo programa semanal podría provocar el agotamiento de los fanáticos, ya que ver ambos programas requeriría cinco horas de tiempo de visualización a la semana, aparte de aumentar el número de apariciones de los luchadores que firmaron contratos con WCW a cambio de un calendario menos exigente, a diferencia de la WWF/E que tenía un calendario de 325 apariciones anuales para sus luchadores. Esto terminó siendo un problema, puesto que la mayoría de luchadores que firmaron con WCW que en su gran parte eran exluchadores de WWF terminaron siendo un verdadero dolor de cabeza ya que por sus contratos multianuales, sumado a que se volvieron poco profesionales a la hora de trabajar, limitándose a esperar a que llegara el día de cobrar su cheque y que debido a las libertades que la propia empresa les ofrecía terminaron como consecuencia en estos luchadores haciendo lo que ellos querían, haciendo que estos pusieran cualquier pretexto para no presentarse en el segundo show de WCW que se emitía los jueves dejando entrever su poco compromiso con la compañía. Esto llevó a que Thunder fuera un fracaso desde el inicio, mientras que los Ratings de WCW Nitro  seguían estables gracias a la figura de Goldberg. 
WCW intentó recuperar la supremacía de los índices de audiencia comercializando al exjugador de la NFL Bill Goldberg como un monstruo invencible con una racha récord de 173 victorias consecutivas. Goldberg demostró ser muy popular entre los fanáticos y disfrutó de cierto éxito cruzado en la cultura popular dominante. El 6 de julio de 1998, transmitido desde el Georgia Dome en Atlanta, Georgia, Nitro derrotó a Raw Is War en los índices de audiencia cuando Goldberg cubrió a Hollywood Hogan para ganar el Campeonato Mundial Peso Pesado de la WCW. El combate obtuvo una calificación de 6.91 para el cuarto de hora, la calificación más alta registrada en la guerra de calificaciones hasta ese momento y más de 5 millones de espectadores. Sin embargo, la decisión de organizar la lucha por televisión por cable en vivo fue cuestionada entre bastidores en WCW: varios empleados sintieron que el encuentro debería haber sido el punto culminante de un pay-per-view, donde podría haber generado más ingresos. El propio Vince McMahon cuestionó la sabiduría de la decisión, y también confundió por qué su competidor no pudo hacer un movimiento que podría haber beneficiado tanto a la empresa. En respuesta al éxito de Goldberg, la WWF creó a un luchador que era literalmente una parodia del ídolo de WCW: Gillberg. A pesar de esta evidente burla hacia Goldberg, aquello no frenó su popularidad.
El 10 de agosto de 1998, WCW recuperó el liderazgo durante seis semanas. Durante este tiempo, WCW incorporó a The Ultimate Warrior, ahora conocido como The Warrior, y luego reformó los Four Horsemen para el regreso televisivo de Ric Flair. La victoria final de WCW en Monday Night Wars se produjo el 26 de octubre, luego del Halloween Havoc de la noche anterior. El episodio incluyó una transmisión repetida del combate por el Campeonato Mundial Peso Pesado de la WCW de Halloween Havoc entre Diamond Dallas Page y Goldberg después de que la transmisión original excedió el tiempo de ejecución programado de 3 horas y los suscriptores perdieron la transmisión a las 11 p. m. EST.
En el otoño de 1998, la popularidad de The Rock condujo a un push como babyface principal en el evento estelar, enfrentándolo contra Mr. McMahon en la preparación para Survivor Series, lo que llevó a uno de los mayores giros en la Historia de la WWF con The Rock cambiando a heel y alineándose con Mr. McMahon para formar La Corporación al ganar el campeonato de la WWF contra Mankind.
Antes de esto, las historias de Austin/McMahon de WWF y Goldberg/nWo de WCW tendrían victorias comerciales de cada compañía, el salto de The Rock al estado de megaestrella y la posterior disputa con Mankind le daría a WWF la ventaja, casi duplicando las calificaciones de WWF y las compras de PPV a partir de 1999.
Durante este período en WCW, se creía que Kevin Nash estaba a cargo de bookear programas y darse a sí mismo protagonismo en las historias. Esta reputación de ser un abusador de poder dañaría aún más a la empresa. Después de ganar la batalla real en World War 3 en noviembre de 1998, con la ayuda de Scott Hall y su pistola eléctrica, puso fin a la racha ganadora de 173-0 de Goldberg y ganó el Campeonato Mundial Peso Pesado de la WCW en Starrcade 1998 el mes siguiente. Sin embargo, en su defensa, Nash afirma que no asumió la posición de booker hasta febrero de 1999, dos meses después de su victoria sobre Goldberg. El bookeo de Nash fue fuertemente criticado por otros luchadores y fanáticos, incluido Eddie Guerrero en su autobiografía Cheating Death, Stealing Life: The Eddie Guerrero Story. El nuevo énfasis en el personaje de Nash sentó las bases para principios de 1999 y lo que se considera el comienzo del declive de WCW.

#### 1999–2000: El declive de WCW
A comienzos de 1999, ambos programas obtenían calificaciones de Nielsen de 5.0 o más y más de diez millones de personas los sintonizaban para ver "Raw Is War" y "Nitro" todas las semanas. La lucha ganó una nueva popularidad, ya que los luchadores llegaron a los principales medios de comunicación, apareciendo en portadas de revistas como Entertainment Weekly y TV Guide, y apareciendo en comerciales. Sin embargo, en noviembre de 1998, el impulso estaría a favor de WWF durante el resto de la guerra. El 4 de enero de 1999, Nitro se transmitió en vivo una vez más desde el Georgia Dome. En la segunda de tres horas, Eric Bischoff, que se había enterado de los resultados de la grabación de "Raw Is War" que se emitió esa noche, ordenó al comentarista Tony Schiavone que hiciera la siguiente declaración:

Fans, si están pensando en cambiar el canal a nuestra competencia, no lo hagan. Entendemos que Mick Foley, quien luchó aquí alguna vez como Cactus Jack, ganará su título mundial. ¡Ja! Eso va a poner algunos traseros en los asientos, je.

Aunque WWF reconoció el cambio de título en su sitio web seis días antes, los índices de audiencia indicaron que, inmediatamente después de los comentarios de Schiavone, 600000 personas cambiaron de canal de Nitro en TNT a Raw Is War. en USA Network para ver a Mankind ganar el WWF Championship con la ayuda de Stone Cold Steve Austin. Después de que Mankind ganó el título, muchos fanáticos volvieron a "Nitro" (al que aún le quedaban cinco minutos de tiempo de aire), lo que sugiere que WCW tenía un espectáculo que los fanáticos querían ver y podría haber salido victorioso esa noche de no haber indicado los resultados de Raw Is War. Las calificaciones finales de la noche fueron 5,7 para "Raw Is War" y 5,0 para "Nitro". Durante el año siguiente al incidente, muchos fanáticos de WWF trajeron carteles a los programas que decían "Mick Foley puso mi trasero en este asiento".
El evento principal de este Nitro originalmente estaba programado para ser Goldberg vs. Kevin Nash por el Campeonato Mundial Peso Pesado de la WCW e iba a ser su revancha anticipada. Sin embargo, Goldberg fue arrestado durante la trama de la mitad del programa y acusado de "acoso agravado" por Miss Elizabeth. Fue puesto en libertad cuando Elizabeth no pudo mantener su historia en orden. Mientras tanto, Hollywood Hogan regresó a WCW después de una pausa y desafió a Nash a un combate, que Nash aceptó. Esto llevó al infame momento en el que Hogan empujó a Nash en el pecho con el dedo, apodado el "Fingerpoke of Doom", lo que provocó que Nash de una forma sobre actuada se acostara 
en la lona para que Hogan ganara el cinturón. Aquel hecho condujo a otro giro a rudo para Hogan y la reforma de la NWO, una NWO que ya había cansado a los fanáticos. El final de ese Nitro dañó la credibilidad de la empresa, que no presentó el combate que se había anunciado. A pesar del incidente, WCW continuaría con esta táctica de bookeo cebo y cambio hasta su desaparición en 2001. Este "combate" puede haber iniciado la caída permanente de calificaciones que seguiría para WCW, como Nitro, según los números de Nielsen ratings por TWNPNews.com- – solo obtuvo una calificación de 5.0 tres veces después. Algunos discuten si el ángulo Fingerpoke of Doom perjudicó a WCW. Según TWNPNews.com, las calificaciones de Nielsen de Nitro el 11 de enero, la semana siguiente al incidente, alcanzaron nuevamente 5.0. Sin embargo, durante el episodio del 18 de enero, las calificaciones caerían levemente a 4.9. pero se recuperaría a 5.0 la semana siguiente. Su calificación de 5.7 Nielsen el 8 de febrero (en una noche en que Raw fue superado por la Exposición canina de Westminster) fue la última vez que obtuvo tal número.
Raw Is War estaba dominando Nitro hasta el punto en que WCW estaba tratando de buscar y ejecutar "soluciones rápidas" para detener la marea, incluida la contratación de rapero Master P, trayendo a  Megadeth, Chad Brock y Kiss para conciertos, y realizar un concurso para encontrar un nuevo miembro de las Nitro Girls (todos los cuales fracasaron en las calificaciones). El 10 de septiembre de 1999, Bischoff fue destituido del poder. Afirma en su autobiografía que tenía la intención de renunciar ese día y cuando se filtró la noticia, decidieron destituirlo antes de que pudiera renunciar. Mientras tanto, los números de Raw Is War' continuaron aumentando; un combate entre The Undertaker contra Stone Cold Steve Austin obtuvo una calificación de 9.5 el 28 de junio de 1999. Actualmente se erige como el segmento mejor calificado en la historia de "Raw".

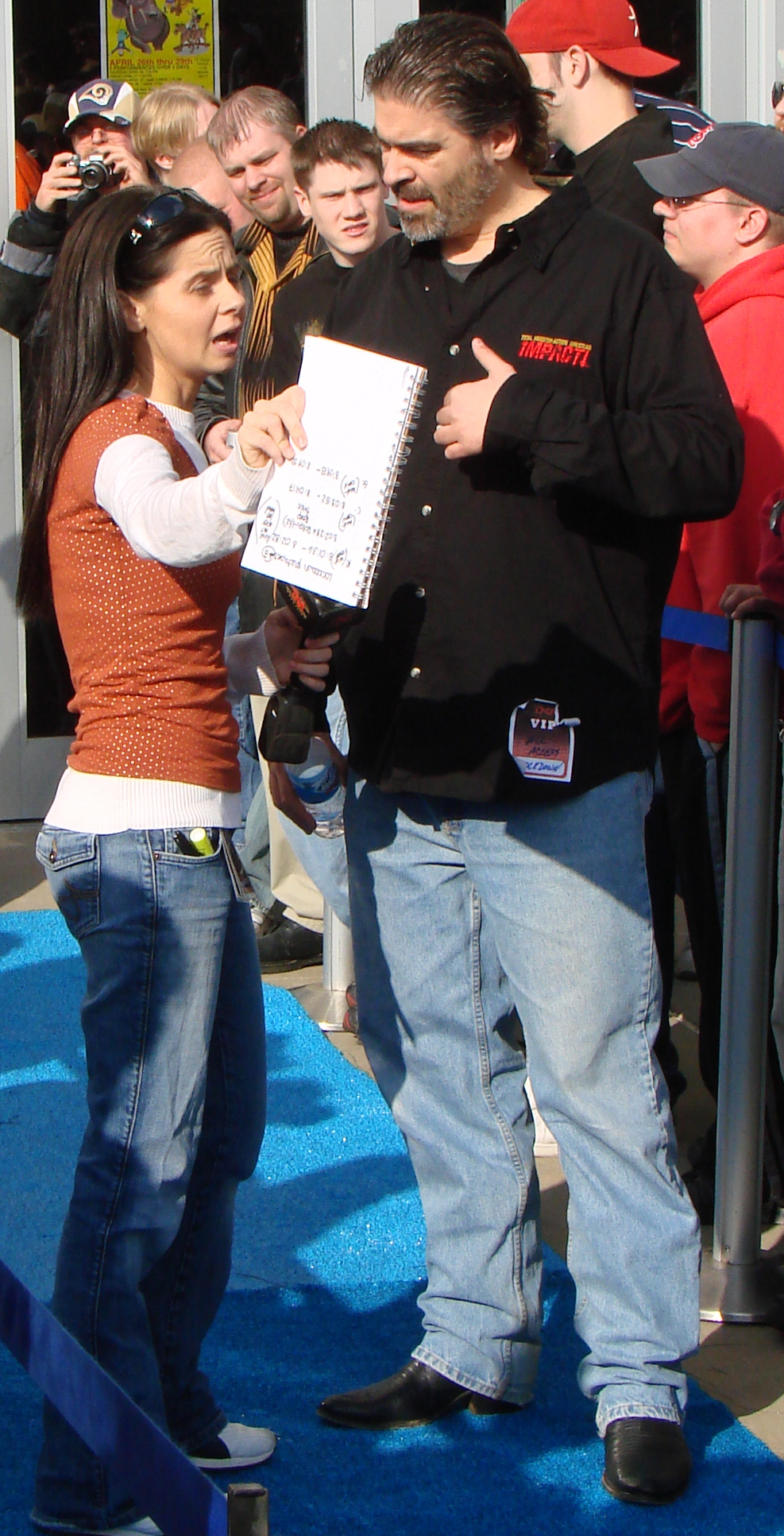
El ex escritor de WWF Vince Russo, cuyo controvertido estilo de bookeo y gestión en WCW fue muy criticado.

El 5 de octubre de 1999, Vince Russo y Ed Ferrara, los guionistas principales de los programas de televisión de la WWF, firmaron con la WCW y fueron reemplazados inmediatamente en la WWF por Chris Kreski. Russo y Ferrara sostienen que sus razones para dejar la WWF fueron una disputa con Vince McMahon sobre el aumento de la carga de trabajo que enfrentaban, con la presentación del nuevo programa SmackDown!, un intento de la WWF de competir con la emisión de "Thunder" de WCW los jueves por la noche; se hicieron conocidos en la pantalla como una gestión invisible conocida como "Los poderes fácticos". Ferrara incluso se convirtió en una infame parodia al aire de Jim Ross, llamado "Oklahoma", quien se burló de la Parálisis de Bell de Ross. Sin embargo, Russo y Ferrara no lograron replicar su éxito en la WWF.
En diciembre de 1999, Bret Hart sufrió una conmoción cerebral que puso fin a su carrera durante una lucha contra Goldberg en Starrcade. WCW estaba entrando en severos mínimos financieros y creativos. Los índices de audiencia de Nitro no aumentaron, y en enero de 2000, tanto Russo como Ferrara fueron suspendidos de la compañía después de que consideraron poner el título mundial de la WCW en Tank Abbott. La subsiguiente promoción de Kevin Sullivan a jefe de escritores provocó un alboroto entre los luchadores de WCW. A pesar de ganar el Campeonato Mundial Peso Pesado de la WCW en Souled Out 2000, Chris Benoit renunció en protesta, junto con Eddie Guerrero, Perry Saturn y Dean Malenko. Los cuatro ingresaron a la WWF como The Radicalz, debutando en el episodio del 31 de enero de Raw Is War, 15 días después de la victoria por el título de Benoit. "Nitro" se redujo a dos horas a partir de la edición del 3 de enero de 2000 (con la primera hora transcurriendo sin oposición y la segunda compitiendo contra "Raw Is War") en un esfuerzo por reforzar el puntaje de audiencia global. pero la eliminación de la tercera hora no significó un índice de audiencia más alto para 'Nitro', que en abril promedió alrededor de 2,5 (mientras que 'Raw Is War' obtuvo más del doble de esa cantidad).
En abril de 2000, WCW contrató al actual campeón mundial de peso pesado de ECW Mike Awesome, quien dejó ECW por una disputa contractual. Su aparición en la televisión de WCW provocó amenazas legales del propietario de ECW, Paul Heyman. Se llegó a un compromiso que resultó en que Awesome perdiera el título en un evento de ECW ante Tazz, quien anteriormente era de ECW y en ese momento tenía un contrato con WWF. Tazz aparecería más tarde en la programación de WWF con el título. WWF usó esto como una demostración simbólica de superioridad sobre WCW. El 10 de abril de 2000, Bischoff (ahora consultor creativo) y Russo regresaron con el mismo poder para trabajar en equipo e intentaron reiniciar WCW dejando vacantes todos los títulos de la promoción. A Bischoff se le permitió regresar con poderes de escritor, pero ya no tenía el control de las finanzas de la empresa como lo hizo en su reinado anterior. The Millionaire's Club, un stable formado por las estrellas veteranas de WCW como Hogan, Flair y Diamond Dallas Page, fue acusado de impedir que el talento más joven ascendiera al estatus de evento principal y peleó con The New Blood, formado por miembros más jóvenes de las estrellas de WCW como Billy Kidman, Booker T y Buff Bagwell. La rivalidad New Blood/Millionaire's Club fue abortada antes del comienzo del pay-per-view New Blood Rising, que se suponía que mostraría la rivalidad. WCW se volvió aún más desesperada, yendo tan lejos como para otorgar el Campeonato Mundial Peso Pesado de WCW al actor David Arquette, quien estaba haciendo apariciones promocionales para la película de WCW Ready to Rumble lo que resultó en una táctica promocional que destruyó el prestigio del Campeonato máximo de la empresa y aún más daño a la credibilidad de WCW como compañía.
Las luchas de WCW desde la llegada de Russo a la compañía llegaron a un punto crítico el 9 de julio de 2000, en el pago por evento Bash at the Beach. Durante el combate entre Jeff Jarrett y Hollywood Hogan por el Campeonato Mundial Peso Pesado de la WCW, Jeff Jarrett, por orden de Russo, se acostó en el ring para dejar que Hogan lo cubriera y ganara el título. Después de regañar a Russo por ser la razón de los problemas de WCW y de inmovilizar a Jarrett, Hogan abandonó la arena disgustado. Russo luego grabaría una shoot promo proclamando que la razón por la que WCW estaba en una situación desesperada se debía a "ese maldito político Hulk Hogan". Durante la promo, Russo también revirtió el resultado del combate Jarrett / Hogan y le devolvió el campeonato a Jarrett. Además, anunció que Jarrett defendería el Campeonato Mundial Peso Pesado de la WCW contra Booker T más tarde esa noche. Booker T terminó ganando el campeonato sobre Jarrett. Bash at the Beach 2000 no solo expuso las dificultades entre bastidores bajo Russo y las políticas tras bastidores de Hogan, sino que también fue el último evento para Hogan, ya que nunca volvería a aparecer en WCW después del incidente.
En la edición del 25 de septiembre de 2000 de WCW Monday Nitro, Russo ganó el Campeonato Mundial Peso Pesado de la WCW en una pelea en jaula de acero. Al final del combate, Russo sufrió una conmoción cerebral después de que Goldberg lo atravesara con una lanza a través de una jaula, lo que resultó en una colisión frontal con las barreras del ringside. En la edición del 2 de octubre de 2000 de Nitro, Russo renunciaría al campeonato diciendo que "no era un atleta ni yo [Russo] nunca pretendí serlo". La edición del 2 de octubre de 2000 de Nitro también fue la última aparición de Russo en WCW, aunque continuaría siendo empleado de la empresa hasta su desaparición.
En 2000, Ted Turner ya no dirigía la empresa, que había sido comprada por Time Warner en 1996 y AOL en 2000. Ese año, WCW perdió 62 millones de dólares, debido a contratos garantizados de sus antiguos luchadores, la caída de los ingresos por publicidad, la disminución de la asistencia a house shows, la disminución de la asistencia a las grabaciones de "Thunder" (que movió sus grabaciones inmediatamente después de "Nitro" a partir del 9 de octubre de ese año), decisiones de bookeo controvertidas (como Arquette y Russo ganando el Campeonato Mundial de Peso Pesado de la WCW), y acrobacias costosas para aumentar los pésimos índices de audiencia y las tasas de compra de pay-per-view. También comenzaron a surgir dificultades en torno a Goldberg, que se había convertido en el artista insignia de la empresa. Sufrió una lesión en el brazo durante una grabación de viñetas entre bastidores que lo mantuvo fuera de la televisión durante seis meses; a su regreso, se tomó la decisión de tratar de sacudir el statu quo haciendo que se volviera rudo en The Great American Bash, a pesar de ser el luchador más popular de la empresa. El cambio fue mal recibido por los fanes.

### El final de la Guerra

#### 2001–2003: WWFE, Inc. compra WCW y ECW
En enero de 2001, Fusient Media Ventures, dirigida por Bischoff, anunció que compraría WCW. El acuerdo dependía de que las cadenas de Turner mantuvieran "Nitro" en TNT el lunes y "Thunder" en TBS el miércoles. Cuando Jamie Kellner asumió el cargo de director ejecutivo de Turner Broadcasting, anunció la cancelación de toda la programación de WCW en las redes de la compañía, creyendo que la lucha libre no se ajustaba a la demografía de ninguno de los canales y no ser lo suficientemente favorable para conseguir que los anunciantes "adecuados" compren tiempo aire (a pesar de que "Thunder" era el programa mejor calificado en TBS en ese momento). En el libro NITRO: The Incredible Rise and Inevitable Collapse of Ted Turner's WCW de Guy Evans, se dice que una condición clave en el acuerdo de compra de WCW con Fusient Media Ventures era que Fusient quería controlar las franjas horarias de las cadenas TNT y TBS, independientemente de si estos espacios mostrarían la programación de WCW o no. Esto influyó en la decisión de Kellner de cancelar finalmente la programación de WCW. Luego, las pérdidas de WCW se cancelaron a través de la contabilidad de compras; según Evans: "en el entorno posterior a la fusión, el nuevo conglomerado pudo 'reducir' las operaciones con pérdidas de dinero, eliminando esencialmente esas pérdidas debido a su irrelevancia en el futuro".
Sin un medio de televisión nacional para transmitir los programas, Fusient retiró su oferta para comprar la promoción. WWF, la única compañía que no necesitaría los horarios de televisión que Kellner había cancelado, hizo su oferta. El 23 de marzo de 2001, todas las marcas comerciales de WCW y biblioteca de videos archivados, así como 25 contratos selectos, se vendieron a Vince McMahon y World Wrestling Federation Entertainment, Inc. a través de su subsidiaria WCW Inc. Los activos de WCW se compraron por solo $ 3 millones. La mayoría de las estrellas de nivel evento principal, incluidos Flair, Goldberg, Kevin Nash y Sting, fueron contratadas directamente con la empresa matriz AOL Time Warner en lugar de WCW y, por lo tanto, AOL Time Warner se vio obligada a seguir pagando a muchos de los luchadores durante años. La entidad real de WCW se revirtió a Universal Wrestling Corporation únicamente para tratar asuntos legales y administrativos.
TNT (canal propiedad de AOL Time Warner) permitió que se emitiera un programa final de Nitro desde Panama City Beach, Florida, que estaba programado para el lunes 26 de marzo. Vince McMahon abrió el último episodio de WCW Monday Nitro con una transmisión simultánea de WWF Raw, transmitido desde Cleveland, Ohio, con un discurso lleno de elogios hacia sí mismo. En el último combate titular de la compañía, el Campeón de Estados Unidos de WCW Booker T derrotó a Scott Steiner para ganar el Campeonato Mundial de Peso Pesado de WCW. En el evento principal, Sting derrotó a Ric Flair terminando así con su rivalidad clásica. Luego ambos hombres se abrazaron en la conclusión del combate, siendo un paralelo directo al primer episodio de Nitro. Después del combate Sting vs. Flair, Vince McMahon apareció en Raw Is War para cerrar Nitro y declarar la victoria sobre WCW. Su hijo Shane McMahon apareció en Nitro, declarando que en realidad fue él quien había comprado WCW. Esto inició la historia de la Invasión que tendría al personaje de Shane al frente de la invasión de la WCW a la WWF, que duró de marzo a noviembre de 2001 y marcó el final de la WCW como marca. El último Nitro obtuvo una calificación de 3.0. El recuento final de calificaciones en 270 enfrentamientos cara a cara fue: 154 victorias para "Monday Night Raw", 112 para "Nitro" y cuatro empates.
Tres semanas antes de la final de Nitro, el propietario de ECW, Paul Heyman, había comenzado un contrato de anuncio con la WWF, ya que ECW también había caído en problemas financieros y se vio obligada a declararse en bancarrota y cerrar en enero de 2001. Así, la WWF se convirtió en la única promoción nacional de lucha libre profesional en los Estados Unidos. Durante la historia de Invasion, la ECW de Heyman (propiedad en la historia de Stephanie McMahon) se alinearía con la WCW de Shane McMahon contra la WWF, como una facción conocida como la Alianza.
El negocio de WWF disminuyó constantemente en América del Norte después del final de la guerra, con una caída notable en las tasas de compra y las calificaciones. Para compensar la disminución de los ingresos nacionales, WWF expandió su negocio fuera de los Estados Unidos. El logo Raw Is War y su nombre se retiraron en septiembre de 2001, luego de los ataques del 11 de septiembre y la sensibilidad sobre la palabra guerra, y porque las Monday Night Wars habían "terminado". Para 2002, el roster de WWF se había duplicado debido a la abundancia de trabajadores contratados. Como resultado del aumento, WWF se dividió en marcas a través de sus dos programas de televisión principales, Raw y SmackDown!, asignando el roster ahora dividido a cualquiera de las marcas mientras también designando campeonatos y nombrando figuras de autoridad a cada marca. Esta expansión se conoció como la Extensión de marcas. Las franquicias o "marcas" actúan como promociones complementarias bajo la casa matriz. La institución de conceptos como rosters separados, "Gerentes generales" e intercambio de talentos tenía la intención de emular la rivalidad que había terminado con WCW.
En mayo de 2002, WWF pasó a llamarse World Wrestling Entertainment (WWE) después de una demanda con el World Wide Fund for Nature, que opera en los EE. UU. y Canadá bajo su antigua organización internacional de nombre "World Wildlife Fund", y también usó las iniciales de WWF. Ric Flair, Kevin Nash y Goldberg finalmente firmaron contratos con WWE solo después de la conclusión de la historia de la invasión, aunque generalmente se piensa que su participación en la historia habría beneficiado a la promoción.
En el verano de 2003, WWE compró los activos de ECW en los tribunales, adquiriendo los derechos de la videoteca de ECW. Usaron esta videoteca para armar un DVD de dos discos titulado The Rise and Fall of ECW. El conjunto fue lanzado en noviembre de 2004.

## Consecuencias y legado
Como resultado de las Monday Night Wars, la lucha libre profesional se convirtió en una tradición de horario estelar los lunes por la noche en Estados Unidos. También disminuyó la prevalencia de los combates de squash (donde los luchadores estrella derrotarían a jobbers en la televisión, ya que ambas compañías se vieron obligadas a mostrarse competitivas. Los combates dignos de pay-per-view se veían ahora semanalmente en un esfuerzo por aumentar los índices de audiencia.
Las Monday Night Wars resultaron en la creación de millones de nuevos espectadores de lucha libre. En consecuencia, los finales de la década de 1990 se conocen comúnmente como el período de auge más reciente de la lucha libre profesional. Estrellas como Stone Cold Steve Austin, The Rock, Bill Goldberg y Sting se convirtieron en nombres familiares, y algunos intentaron aprovechar su nueva fama en otros medios y encontraron el éxito en ellos, al igual que Hulk Hogan de la década de 1980 y principios de la década de 1990: ejemplos notables son Mick Foley, quien se convirtió en autor de éxitos de ventas del New York Times con el primer volumen de su autobiografía, Have a Nice Day, y Dwayne "The Rock" Johnson, quien se diversificó para convertirse en uno de los actores con mayor recaudación de todos los tiempos.
El cierre de la WCW dejó un vacío en el mercado que varias empresas han intentado llenar. Total Nonstop Action Wrestling (TNA) y Ring of Honor (ROH) surgieron a principios de 2002 y han disfrutado de un éxito moderado desde entonces. Al principio, TNA ejecutaba pay-per-views semanales, pero luego cambió a pay-per-views mensuales respaldados por un programa semanal de televisión por cable, Impact Wrestling (ahora conocido como Impact!). A fines de 2007, ROH también comenzó a transmitir pay-per-views bimensuales, y en 2009, ROH comenzó a transmitir un programa de lucha libre semanal en HDNet. Sin embargo, a principios de 2011 se anunció que HDNet eliminaría a ROH de su programación. Desde septiembre de 2011, ROH transmite un programa de televisión sindicado semanalmente en estaciones propiedad de Sinclair Broadcasting Group, que era la empresa matriz de ROH hasta que el propietario de All Elite Wrestling, Tony Khan, anunció que había comprado la promoción el 2 de marzo de 2022. En junio de 2015, el programa semanal también comenzó a transmitirse en Destination America, aunque se abandonó y se movió a Comet propiedad de Sinclair. En 2017, TNA fue comprada por Anthem Sports & Entertainment, el propietario de su emisora canadiense Fight Network y rebautizada como Impact Wrestling después de su serie de televisión.
En 2004, Jeremy Borash, exmiembro del equipo de la WCW, escribió, dirigió y produjo un DVD no autorizado llamado "Forever Hardcore" en respuesta a "The Rise and Fall of ECW". El DVD tenía historias de luchadores que no eran empleados de la WWE contando su versión de la historia de la ECW. Para 2005, WWE comenzó a reintroducir la ECW a través del contenido de la biblioteca de videos de ECW y una serie de libros. Con un interés elevado y rejuvenecido en la franquicia de la ECW, la WWE organizó ECW One Night Stand en junio de 2005, un evento de reunión de la ECW. Con el éxito financiero y crítico de la producción, la WWE produjo un segundo One Night Stand en junio de 2006 y relanzó la franquicia ECW como marca WWE , complementario a Raw y SmackDown. La marca continuaría operando hasta 2010 cuando fue reemplazada por NXT.
En 2004, la WWE produjo un DVD llamado The Monday Night Wars. Con dos horas de duración, el DVD omitió una gran parte de la "guerra", interrumpiéndose alrededor de 1997 antes de saltar directamente a la era de la WWE posterior a la WCW. Se cuestionó la objetividad del contenido del DVD, ya que algunos creían que el documental simplemente contaba el lado de la historia de la WWE. El 25 de agosto de 2009, la WWE lanzó The Rise and Fall of WCW en DVD. El DVD repasa las raíces de la WCW durante los días de Georgia Championship Wrestling y Mid-Atlantic Championship Wrestling, los días de gloria de "Monday Nitro" y nWo, y su desaparición y venta a la WWE. Con el lanzamiento de WWE Network en 2014, gran parte de las videotecas de la WCW y la ECW se han puesto a disposición de los suscriptores.
El 4 de enero de 2010, TNA movió Impact! a las noches de los lunes, en competencia directa con Raw. En un movimiento al que algunos se refieren como "The New Monday Night Wars", TNA comenzó a transmitir "Impact!" los lunes de cada semana a partir del 8 de marzo de 2010. Después de la disminución de los índices de audiencia, el programa volvió a su franja horaria de los jueves en mayo de 2010. .
En 2014, Sting haría su primera aparición en la WWE, interrumpiendo el evento principal de Survivor Series. Sting fue la última gran estrella de la WCW que nunca luchó para la WWE. En WrestleMania 31, Sting se enfrentaría a Triple H en una lucha sin descalificación. El combate fue interrumpido por los stables de nWo de la WCW y la DX de WWE, lo que provocó una pelea entre ellos y la derrota de Sting en su primer combate en la empresa. A pesar de que Sting hizo una promo en "Raw" diciendo que la pelea no sería sobre la guerra entre las compañías "porque eso sería ridículo en este momento", el final de la lucha se ha interpretado como un deseo de McMahon de reiterar su victoria en Monday Night Wars, con Scott Hall comentando: "Ese es Vince recordándote quién ganó, incluso si va a ganar dinero de otra manera".
En mayo de 2019, All Elite Wrestling (AEW), que se había lanzado en enero anterior, anunció un acuerdo para transmitir un programa de televisión semanal en vivo de dos horas en TNT. El programa, conocido como AEW Dynamite, se estrenó el 2 de octubre de 2019. En agosto, la WWE anunció que trasladaría NXT a USA Network a partir del episodio del programa del 18 de septiembre y cambiaría el formato del programa a un programa en vivo de dos horas que competiría con el programa semanal en vivo de AEW. La mudanza de NXT a USA Network desencadenó el inicio de las Wednesday Night Wars.
En retrospectiva, los analistas de lucha libre han llegado a ver la era de Monday Night Wars como una edad de oro de la lucha libre, con la disputa entre las 2 compañías haciendo que las mismas presentaran su producto de mejor calidad, tanto en términos de creatividad como en el desempeño de sus luchadores. Muchos han llegado a considerar el final de las guerras, y, en particular, la historia posterior de la WWE sobre la adquisición de la WCW, como un marcado descenso en la calidad de la programación de lucha libre moderna. Notablemente, para 2018, ninguna otra compañía ha emergido como un competidor viable para la WWE desde la adquisición de la WCW, y la WWE nunca ha vuelto a disfrutar del mismo nivel de éxito que tuvo durante las guerras.